# Liste de sigles de quatre caractères
Cette liste est sans doute incomplète et peut-être mal ordonnée. Votre aide est la bienvenue !
| Sigles de 2 caractères   |
| Sigles de 3 caractères   |
| ► Sigles de 4 caractères |
| Sigles de 5 caractères   |
| Sigles de 6 caractères   |
| Sigles de 7 caractères   |
| Sigles de 8 caractères   |

Cet article contient une liste de sigles et d'acronymes de quatre caractères (lettres ou chiffres). Celle-ci est non exhaustive.
- Haut – A
- B
- C
- D
- E
- F
- G
- H
- I
- J
- K
- L
- M
- N
- O
- P
- Q
- R
- S
- T
- U
- V
- W
- X
- Y
- Z

## 0-9
- 1RXS : (en)1st ROSAT X Survey, un catalogue d'objets astronomiques
- 2ISA : Institut Informatique Sud Aveyron, un centre de reclassement professionnel situé à Millau
- 3GPP : (en)3rd Generation Partnership Project, partenariat d'organismes de standardisation en vue de préparer la 3G
- 4ACG : Association des Anciens Appelés en Algérie Contre la Guerre (AAAACG)
- 4AEP : Atelier d'arts appliqués à l'enseignement de la photographie

- Haut – A
- B
- C
- D
- E
- F
- G
- H
- I
- J
- K
- L
- M
- N
- O
- P
- Q
- R
- S
- T
- U
- V
- W
- X
- Y
- Z

## α-ω
- ΛCDM : (en)Lambda Cold Dark Matter

- Haut – A
- B
- C
- D
- E
- F
- G
- H
- I
- J
- K
- L
- M
- N
- O
- P
- Q
- R
- S
- T
- U
- V
- W
- X
- Y
- Z

## A
- A100
- A101
- A102
- A103
- A104
- A105
- A106
- A107
- A108
- A109
- A110
- A111
- A112
- A113
- A114
- A115
- A119
- A120
- A132
- A133
- A150
- A154
- A186
- A199
- A200
- A201
- A211
- A215
- A216
- A220
- A260
- A270
- A280
- A290
- A300
- A301
- A306
- A308
- A309
- A310
- A313
- A314
- A318
- A319
- A320
- A321
- A330
- A331
- A340
- A350
- A352
- A360
- A370
- A376
- A380
- A381
- A382
- A384
- A390
- A391
- A392
- A395
- A400
- A401
- A404
- A406
- A410
- A411
- A429
- A430
- A432
- A440
- A441
- A480
- A500
- A501
- A502
- A503
- A507
- A510
- A515
- A516
- A520
- A522
- A523
- A524
- A530
- A540
- A557
- A570
- A585
- A591
- A600
- A601
- A602
- A604
- A605
- A610
- A620
- A621
- A623
- A630
- A641
- A645
- A650
- A653
- A661
- A680
- A711
- A713
- A720
- A750
- A831
- A837
- A930
- A952
- A955
- A963

- AAAA  :
  - (en)American Association Against Acronyms, Association américaine contre les acronymes (États-Unis)
  - (en)American Association of Advertising Agencies, Association américaine des agences publicitaires (États-Unis)
  - Asynchronisme et adéquation algorithme architecture
  - Association des astronomes amateurs d'Auvergne (France)
  - Association des amis des archives d'Anjou (France)
- AAAF : Association aéronautique et astronautique de France
- AAAW : (en)Advanced Anti Armour Missile, missile antichar amélioré
- AAEC : Association angevine pour l'extension des communications (France)
- AAIB 
  - (en)Air Accidents Investigation Branch (Royaume-Uni)
  - (en)Air Accident Investigation Bureau of Singapore (Singapour)
  - (en)Aircraft Accident Investigation Board (Islande)
  - (en)Air Accident Investigation Bureau (Mongolie)
  - (en)Aircraft Accident Investigation Bureau (Suisse)
- AASC : Association Agréée de Sécurité Civile
- ABES : Agence bibliographique de l'enseignement supérieur (France)
- ABIS  :
  - (en)Automated Biometric Identification System
  - (de)Alpenbeobachtungs- und Informationssystem, Système d’observation et d’information des Alpes
- ABMC : (en)American Battle Monuments Commission
- ABVT : azote basique volatil total, notion utilisée en microbiologie
- ABWH : Anderson, Bruford, Wakeman, Howe ; groupe de musique formé d'anciens membres de Yes
- ACAB : All Cops Are Bastards, « Tous les flics sont des salauds », slogan anti-police
- ACAE : Association des constructeurs automobiles européens
- ACAS : Airborne Collision Avoidance System (en), système d'évitement de collision aérienne
- ACAT  :
  - Action des chrétiens pour l'abolition de la torture
  - (en)Assistive Context Aware Toolkit, un logiciel de communication à l'usage des personnes paralysées
- ACCM : Communauté d'agglomération Arles-Crau-Camargue-Montagnette (France)
- ACCP 
  - Agence communautaire de contrôle des pêches ;
  - CP-ACCP ou Contrats publics - L'Actualité de la commande et des contrats publics
- ACDC  :
  - (en)Alternating current/Direct current,
  - AC/DC, groupe de rock
- ACDI : Agence canadienne de développement international
- ACJE : Association canadienne des juristes de l'État
- ACMA 
  - Ateliers de construction de motocycles et automobiles (France)
- ACMQ : Association de la construction de Montréal et du Québec
- ACNV : Action civique non-violente (France)
- ACTA 
  - (en)Anti-Counterfeiting Trade Agreement, en français Accord commercial anti-contrefaçon
  - Association de coordination technique agricole (France)
- ACTE : Atelier de Constructions Composites du Finistère (France)
- ACTP : Allocation Compensatrice pour Tierce Personne (France)
- ACVA : Athletic Club de Villeneuve-d'Ascq
- ADAC 
  - Avion à décollage et atterrissage court
  - Association des arts et de la culture, en Belgique
  - Association des aficionados cérétans, une association taurine
  - (de)Allgemeiner Deutscher Automobil-Club, une association d’automobilistes allemands
- ADAV 
  - Aéronef à décollage et atterrissage verticaux
  - (de)Allgemeiner Deutscher Arbeiterverein (en français, Association générale des travailleurs allemands)
- ADBS : Association des professionnels de l'information-documentation (le sigle signifiant au départ Association des documentalistes et bibliothécaires spécialisés)
- ADDX : Un ancien magazine de tuning automobile
- AdER : Administration en réseau
- ADIE : Association pour le droit à l'initiative économique (France)
- ADMD : Association pour le droit de mourir dans la dignité (France)
- ADMR : Aide à domicile en milieu rural
- ADSI : (en)Active Directory Service Interfaces
- ADSL : (en)Asymmetric Digital Subscriber Line
- ADVF : Assistant(e) De Vie aux Familles
- AE2L : Association des étudiants en langues, lettres & civilisations de Lyon-III (France)
- AECQ : Association des entrepreneurs en construction du Québec
- AEDH  :
  - Association européenne pour la défense des droits de l'homme
  - Agir ensemble pour les droits de l'homme (France)
- AEES : Académie d'éducation et d'études sociales
- AELE : Association européenne de libre-échange
- AEMG : Association des étudiants en médecine de Grenoble
- AEMO  : Action éducative en milieu ouvert
- AEMQ : Association des entrepreneurs en maçonnerie du Québec
- AEOI  :
  - Organisation de l'énergie atomique d'Iran (OEAI), en anglais Atomic Energy Organization of Iran (AEOI)
  - (en)Automatic Exchange of Financial Account Information, standard d'échange d'information financière issu de l'OCDE
- AESA  :
  - Agence européenne de la sécurité aérienne
  - Autorité européenne de sécurité des aliments
  - (en)Active Electronically Scanned Array, en français radar à antenne active, une antenne réseau à commande de phase
- AESV  :
  - Association des anciens étudiants du département STID de Vannes (France)
  - Association française d'étude sur les soucoupes volantes (créée en 1974 par Perry Petrakis)
- AFAM : Association française d'archéologie mérovingienne
- AFAO : Association France-Afrique-Orient, association animée par Bernard Guillet et Charles Pasqua et dissoute en 2000
- AFAT : Auxiliaires féminines de l'Armée de terre
- AFCA : Association française du cinéma d'animation
- AFCE : Association française pour la composition échiquéenne
- AFDM  :
  - Association pour la formation des motards
  - Association française de droit maritime
- AFER : Association française d'épargne et de retraite
- AFEX : Architectes français à l'export
- AFIA  :
  - (en)Air Force Inspection Agency (en), un organisme de l'armée américaine
  - Association française pour l'intelligence artificielle, une société savante française en intelligence artificielle
- AFIS  :
  - Association française pour l'information scientifique
  - Association française d'ingénierie système
  - (en)Aerodrome Flight Information Service, ou Airport Flight Information Service, en navigation aérienne
  - (en)Automated Fingerprint Identification System (en français, Système d'identification automatique par empreintes digitales)
- AFJV : Agence française pour le jeu vidéo
- AFLD : Agence française de lutte contre le dopage
- AFLP : (en)Amplified fragment-length polymorphism (Polymorphisme de longueur des fragments amplifiés)
- AFOM
- AFPA  :
  - Association pour la formation professionnelle des adultes (France)
  - Association française de pédiatrie ambulatoire
  - Association française de la presse automobile
- AFPI  :
  - Association française des professionnels de l'Internet (France),
  - Association de formation professionnelle de l'industrie (France)
- AFPS : Attestation de formation aux premiers secours (France)
- AFRV : Association française de réalité virtuelle
- AFSE : Association Française de Science Économique
- AFUB : Association française des usagers des banques (France)
- AGCS : Accord général sur le commerce des services
- AGLH : Association de gays et lesbiennes handicapés
- AGPB : Association générale des producteurs de blé
- AGPM  :
  - Association générale des producteurs de maïs
  - Association générale de prévoyance militaire
- AHIP : (en)Army Helicopter Improvement Program, programme militaire ayant abouti au Bell OH-58D Kiowa
- AHSI : (en)Archivum Historicum Societatis Iesu
- AHTV
- AIAA : (en)American Institute of Aeronautics and Astronautics (« Institut américain d'aéronautique et d'astronautique »)
- AIBL : Académie des inscriptions et belles-lettres
- AIBS : Association interprofessionnelle de la betterave et du sucre
- AICQ : Association des ingénieurs-conseils du Québec
- AICS : Auteur d'infraction à caractère sexuel, dénomination juridique des délinquants sexuels en France
- AIEA : Agence internationale de l'énergie atomique
- AIEQ  :
  - Association internationale des études québécoises
  - Association de l'industrie électrique du Québec
- AIHL : (en)Australia Ice Hockey League (en français, Championnat d'Australie de hockey sur glace)
- AIHy : Association des ingénieurs en agronomie et des paysagistes (des campus) de Huy, Gembloux, Izel, Verviers, Vilvorde et du J.C. (jury central d'examen) (Belgique)
- AIIB : (en)Asian Infrastructure Investment Bank (en français, Banque asiatique d'investissement pour les infrastructures)
- AIIC : Association internationale des interprètes de conférence
- AIMF : Association internationale des maires francophones
- AIPE : Aide internationale pour l'enfance
- AIPP : Atteinte permanente à l'intégrité physique et/ou psychique
- AITA : Association internationale du transport aérien
- AITF  :
  - (en)All in the Family, une sitcom
- AJAX : (en)Asynchronous JavaScript and XML
- AJBB : Association des journalistes brassicoles belges
- AJEC : Association des joueurs d'échecs par correspondance (France)
- AKFG : (en)Asian Kung-Fu Generation
- AKJQ : Association de karaté japonais du Québec[1]
- ALAT  :
  - Aviation légère de l'Armée de terre (France)
  - Alanine aminotransférase, une enzyme faisant partie du bilan hépatique en biologie humaine
- ALBA  :
  - Académie libanaise des beaux-arts
  - Alternative bolivarienne pour les Amériques
- ALCM : (en)Air-Launched Cruise Missile (en) (en français, missile de croisière lancé depuis un avion), par exemple, le AGM-86 ALCM
- ALCS : Association de lutte contre le sida (Maroc)
- ALFA  :
  - Agence pour la lutte contre la fraude à l'assurance
  - (it)Anonima Lombarda Fabbrica Automobili qui est devenu Alfa Romeo en 1915
- ALMA : Atacama Large Millimeter/submillimeter Array
- ALPA  :
  - Association de lutte contre la piraterie audiovisuelle
  - (en)Air Line Pilots Association (« Association des pilotes de ligne »)
- ALSR : Avion léger de surveillance et de reconnaissance
- AMAP : Association pour le maintien d'une agriculture paysanne
- AMDG : (la)Ad Maiorem Dei Gloriam, devise de la Compagnie de Jésus
- AMGE : Association mondiale des guides et éclaireuses
- AMHA  :
  - « à mon humble avis »
- AMIS : Mission de l'Union africaine au Soudan
- AMJE : Junior-Entreprise de l'ENSAM (France)
- AMLA : Antagoniste muscarinique à longue action
- AMOA : Assistance (ou assistant) à la maîtrise d'ouvrage
- AMOE : Assistance à la maîtrise d'œuvre
- AMRF  :
  - Accès multiple par répartition en fréquence ;
  - Association des maires ruraux de France
- AMSL : (en)Above mean sea level, altitude par rapport au niveau de la mer (altimètre au QNH) en aéronautique
- AMST : (en)Advanced Medium STOL Transport (en), projet américain d'avion de transport n'ayant pas abouti
- AMUF : Association des médecins urgentistes de France
- ANEC : Agence pour la normalisation et l'économie de la connaissance
- Anep : Agence nationale d’édition et de publicité (Algérie)
- ANFO : (en)Ammonium nitrate/fuel oil
- ANFR : Agence Nationale des FRéquences
- ANIA : Association nationale des industries alimentaires (France)
- ANMP : Association nationale des moniteurs de plongée
- ANPE  :
  - Agence nationale pour l'emploi (France, disparue en 2009 et remplacée par Pôle emploi)
  - (es)Agencia de Noticias Plurinacional del Ecuador
- ANPN : Association Nationale des Producteurs de Noisettes (France)
- ANPS : Association nationale de la presse sportive (France)
- ANSI : (en)American National Standards Institute
- ANSM : Agence nationale de sécurité du médicament et des produits de santé (France)
- ANTS : Agence nationale des titres sécurisés (France)
- APDR : Avec Privilège Du Roi (publications sous l'Ancien Régime)
- APAL  :
  - Application Polyester Armé Liège
  - Agence de protection et d'aménagement du littoral
- APDU  :
  - (en)Asia Pacific Democrat Union : Union démocrate d'Asie et du Pacifique
  - (en)Application Protocol Data Unit : message applicatif d'une carte à puce
- APEC  :
  - (en)Asia-Pacific Economic Cooperation, Coopération économique pour l'Asie-Pacifique
  - Association pour l'emploi des cadres (France)
- APIE  :
  - Accords canadiens sur la promotion et la protection des investissements étrangers
  - Agence du patrimoine immatériel de l'État
- APII : Agence de promotion de l'industrie et de l'innovation
- APPR : Autoroutes Paris-Rhin-Rhône
- APPI : Accords de Promotion et de Protection des Investissements[2]
- APRI  :
  - Association pour la protection contre les rayonnements ionisants
  - Affaires publiques et représentation des intérêts
- APRS : (en)Automatic Position Reporting System
- AQMI : Al-Qaïda au Maghreb islamique
- AQPA : Al-Qaïda dans la péninsule Arabique
- AQPC  :
  - Association québécoise de pédagogie collégiale
- AQTR : Association québécoise des transports routiers
- ARIA  :
  - Analyse, Recherche et Information sur les Accidents
- ARIC : Association régionale d'information des collectivités
- ARNm : Acide ribonucléique messager
- ARPU : (en)Average Revenue Per User chiffre d'affaires mensuel moyen par client
- ARSI : (la)Acta Romana Societatis Iesu
- ARTE : Association relative aux télévisions européennes
- ARTS : Institut Carnot ARTS
- ARUP : Association reconnue d’utilité publique
- ARVA : Appareil de Recherche des Victimes d'Avalanches
- ARYM : Ancienne République Yougoslave de Macédoine
- ASAF : Association soutien à l'armée française
- ASAP : 
  - (en)Asynchronous services access protocol, protocole informatique
  - (en)As Soon As Possible (« Dès que possible »)
- ASBL : Association Sans But Lucratif (en Belgique)
- ASFI : Accès sans fil à Internet
- ASGS : (en)Appart Service Gestion Syndic
- ASIN  :
  - (en)Amazon Standard Identification Number
  - Action pour une Suisse indépendante et neutre
- ASLM : (en)Apple Shared Library Manager
- ASLR : (en)Address space layout randomization (« Distribution aléatoire de l'espace d'adressage »)
- ASMM : (en)American School of Modern Music (France)
- ASMP  :
  - Air-Sol Moyenne Portée, missile de croisière français
  - Académie des sciences morales et politiques
  - (en)American Society of Miniature Painters
- ASMR  :
  - Amélioration du service médical rendu
  - (en)Autonomous sensory meridian response
- ASNL : Association sportive Nancy-Lorraine (France)
- ASPA  : Allocation de solidarité aux personnes âgées
- ASPI : (en)Advanced Sustainable Performance Indices
- ASSE  :
  - ASSE : Association pour une solidarité syndicale étudiante (France)
  - ASSE : Association sportive de Saint-Étienne (France)
- ASSR  : Attestation scolaire de sécurité routière
- ASVP : Agent de Surveillance de la Voie Publique
- ATAG  :
  - (en)Air Transport Action Group, une coalition d'organisations et d'entreprises du secteur aérien
  - (en)Authoring Tool Accessibility Guidelines, recommandations pour rendre le Web plus accessible
- ATEE  :
  - Association technique énergie environnement
- ATER  :
  - Attaché temporaire d'enseignement et de recherche
  - Autorail TER
- ATGW : (en)Anti-Tank Guided Weapon
- AT/MP : Accidents du travail et maladies professionnelles, dans les systèmes de sécurité sociale
- ATNC : Agent transmissible non conventionnel cf. Prion
- ATPL : (en)Airline Transport Pilot License
- ATRA
- AURA : région Auvergne-Rhône-Alpes
- AVSF : Agronomes et vétérinaires sans frontières

- Haut – A
- B
- C
- D
- E
- F
- G
- H
- I
- J
- K
- L
- M
- N
- O
- P
- Q
- R
- S
- T
- U
- V
- W
- X
- Y
- Z

## B
- BACO : (en)Bahamas Association of Compliance Officers
- BAEL : Béton armé aux états limites
- BAES : Bloc autonome d'éclairage de sécurité
- BAFA : Brevet d'aptitude aux fonctions d'animateur
- BAFO : (en)Best And Final Offer (« Meilleure et Dernière Offre »)
- BAII :
  - Banque arabe internationale d'investissement
  - Banque asiatique d'investissement pour les infrastructures
- BAnQ: Bibliothèque et Archives nationales du Québec
- BAPR : Block Automatique par Permissivité Restreinte (SNCF)
- BART: (en)Bay Area Rapid Transit de San Francisco
- BAVU : Ballon autoremplisseur à valve unidirectionnelle
- BBCH : (de)Biologische Bundesanstalt, Bundessortenamt und CHemische Industrie, codification des stades de développement phénologique d'une plante.
- BBVA : (es)Banco Bilbao Vizcaya Argentaria
- BCAM : (en)Broad Contemporary Art Museum, Los Angeles
- BCBS :
  - (en)Basel Committee on Banking Supervision (« Comité de Bâle sur le contrôle bancaire ») ;
  - (en)Blue Cross Blue Shield Tower, un gratte-ciel situé dans le quartier de New Eastside à Chicago (Illinois, États-Unis).
- BCNF ou BCFN : Forme normale de Boyce-Codd
- BCST : Biologie-Chimie-Science-de-la-Terre
- BDES : Base de Données Économiques et Sociales, en France
- BDMP : (en)Boolean logic Driven Markov Process
- BDSM : Bondage, domination et sado-masochisme
- BEAC : Banque des États de l'Afrique centrale
- BECS : Ballon d'eau chaude sanitaire
- BERP :
  - (en)British Experimental Rotor Programme (en), programme britannique pour l'amélioration des voilures tournantes
  - Bibliothèque européenne du roman populaire
- BEST : (en)Board of European Students of Technology
- BFTA : (en)Belgian Food Truck Association
- BFUP : Bétons fibrés à ultra-hautes performances
- BHDL ou B/HDL : (en)B Hardware Description Language
- BIAM : Banque de données automatisée sur les médicaments
- BIAT : Banque internationale arabe de Tunisie
- BIOS : (en)Basic Input Output System
- BIPM :
  - Brevet d'initiation au parachutisme militaire
  - Bureau international des poids et mesures
- BIVB : Bureau interprofessionnel des vins de Bourgogne
- BLOB : (en)Binary Large Object
- BMHB : Bassin Mussipontain Handball
- BMNH :
  - (en)British Museum of Natural History (« Musée d'histoire naturelle de Londres »)
  - (en)Beijing Museum of Natural History (« Musée d'histoire naturelle de Pékin »)
- BNAE : Bureau de normalisation de l'aéronautique et de l'espace
- BNIX : (en)Belgian National Internet eXchange
- BNPP : BNP Paribas
- BofA : (en)Bank of America
- BOSS : Bulletin officiel de la sécurité sociale, en France
- BPCE : Banques populaires et Caisses d'épargne
- BPEL
  - BPEL : Béton précontraint aux états limites
  - BPEL : (en)Business Process Execution Language
- BPMG : Bonne poignée de main gauche (salutations scoutes)
- BRAV : Brigades de répression de l'action violente
- BRDP : Brigade de répression de la délinquance contre la personne
- BRGM : Bureau de recherches géologiques et minières
- BRIC : Brésil Russie Inde Chine
- BSAH : Bâtiment de soutien et d'assistance hauturier
- BSCM : Bénédictines du Sacré-Cœur de Montmartre
- BSGV : Banque Société Générale Vostok (ru)
- BTLE : (en)Bluetooth Low Energy (« Bluetooth à basse consommation »)
- BYOD : (en)Bring your own device (« Apportez vos appareils personnels »), variante de BYO
- BYOP : (en)Bring your own pen (« Apportez votre stylo »)
- BYOS : (en)Bring your own spirit (« Amenez votre alcool »), variante de BYO
- BYOW : (en)Bring your own wine (« Amenez votre vin »), variante de BYO

- Haut – A
- B
- C
- D
- E
- F
- G
- H
- I
- J
- K
- L
- M
- N
- O
- P
- Q
- R
- S
- T
- U
- V
- W
- X
- Y
- Z

## C
- CAAC  :
  - Administration de l'aviation civile de Chine
- CAAR : Caisse Algérienne d'Assurance et de Réassurance
- CADA 
  - Commission d'accès aux documents administratifs (France)
  - Centre d'accueil de demandeurs d'asile (France)
- CADD : (en)Computer-Assisted Design and Drafting
- CAES , entre autres :
  - Centre autonome d'expérimentation sociale, un squat artistique de la région parisienne
  - Comité d'action et d'entraide sociale, le comité d'entreprise du CNRS
- CAGR : (en)Compound Annual Growth Rate, Taux de croissance annuel composé
- CAHN : (en)Canadian Anti-Hate Network, un organisme canadien sans but lucratif qui surveille les groupes haineux
- CALR :
  - gène synthétisant la calréticuline
  - Conseil académique des langues régionales
- CALT  :
  - C'est À La Télé, société de production
  - (en)Chinese Academy of Launch Vehicle Technology
- CAMT : Centre des archives du monde du travail
- CAMY : Communauté d'agglomération de Mantes-en-Yvelines
- CAPC
- CAPE
- CAPV  :
  - Capitaine de vaisseau, dans la marine canadienne
  - Communauté d'agglomération du Pays de Vannes (Morbihan, France)
  - Communauté d'agglomération du Pays viennois (Isère, France)
- CARA : Communauté d'agglomération Royan Atlantique
- CARF : Communauté d'agglomération de la Riviera française
- CASA  :
  - Communauté d'agglomération de Sophia Antipolis
  - (en)Civil Aviation Safety Authority (en), équivalent de la DGAC en Australie
  - (es)Construcciones Aeronáuticas Sociedad Anónima, un constructeur aéronautique espagnol,
  - Crédit agricole SA, une banque française,
  - Communautés d’Accueil dans les Sites Artistiques, une association française à but non lucratif,
  - Cessation d'activité des salariés âgés, un dispositif français de départ à la retraite,
- CASD  : 
  - Communauté d'agglomération Seine-Défense
- CASE  :
  - Club athlétique de Saint-Étienne
  - Communauté d'agglomération Seine-Eure
  - (en)Computer-aided software engineering
- CASM : (en)Computer-Aided Sales and Marketing
- CATS : (en)Computer-Aided Testing System
- CATT
- CAVL : Conseil académique de la vie lycéenne
- CBCI : (en)Catholic Bishops Conference of India (« Conférence des évêques catholiques d'Inde »)
- CBIP : Centre belge d'information pharmacothérapeutique
- CCAA : 
  - (en)Canadian Collegiate Athletic Association (en français, Association canadienne du Sport collégial)
  - (en)Cameroon Civil Aviation Authority, Autorité aéronautique du Cameroun ;
  - (la)Colonia Claudia Ara Agrippinensium
  - Communauté de Communes De l'Aire à l'Argonne
  - (es)Comunidades autónomas (« Communautés autonomes d'Espagne »)
- CCAG  :
  - Cahier des clauses administratives générales
  - (en)Climate Crisis Advisory Group, ou Groupe consultatif sur la crise climatique
- CCAP : Cahier des clauses administratives particulières
- CCAS  :
  - Centre communal d'action sociale
  - Caisse centrale d'action sociale
- CCCP  :
  - URSS (en alphabet cyrillique)
- CCCR : Duo de cinéastes (Carole Contant et Colas Ricard)
- CCDM : (en)Catalog of Components of Double and Multiple stars
- CCEF : Conseillers du Commerce extérieur de la France
- CCFL : Camion-citerne feux de forêts léger (de 3 à 7,5 t)
- CCFM :
  - Camion-citerne feux de forêts moyen (de 7,5 à 16 t)
  - Centre Culturel Franco-Manitobain
- CCFS : Camion-citerne feux de forêts super (de plus de à 16 t)
- CCFU : Communauté de communes Fier et Usses
- CCGC : Camion citerne grande capacité
- CCIE : (en)Cisco Certified Internetwork Expert
- CCIP  :
  - Chambre de commerce et d'industrie de Paris (France)
- CCMA  :
  - Comité Central des Milices Antifascistes de Catalogne
  - (ca)Corporació Catalana de Mitjans Audiovisuals
  - (en)Canadian Country Music Association (en)
  - Communauté de communes des Monts d'Arrée
- CCMM  :
  - Centre de consultation médicale maritime
- CCNA  :
  - (en)Cisco Certified Network Associate
- CCNE : Comité consultatif national d'éthique (France)
- CCNP  :
  - (en)Cisco Certified Networking Professional, un programme de certification professionnelle
  - (en)Carlbad Caverns National Park, un parc national américain
- CCPC  : une cinquantaine de communautés de communes en France
- CCPD 
  - Centre de coopération policière et douanière
  - Communauté de communes de la Plaine Dijonnaise (France)
  - Communauté de communes du Pays de Duras (France)
- CCPR  : une vingtaine de communautés de communes en France
- CCRI : Conseil canadien des relations industrielles
- CCRO : Collège du Christ-Roi d'Ottignies
- CCSM
- CCSP  : (en)Cisco Certified Security Professional
- CCTP : Cahier des clauses techniques particulières
- CDAC : Commission départementale d'aménagement commercial (France)
- CDDB : (en)Compact Disc Data Base
- CDDP : Centre départemental de documentation pédagogique
- CDHR : Camion dévidoir hors route[3]
- CDTF : Comité de défense des travailleurs frontaliers
- CEAO : Communauté économique de l'Afrique de l'Ouest
- CEBB : Centrale électrique à biomasse de Boundiali
- CECA  :
  - Communauté européenne du charbon et de l'acier
  - Communauté économique centre-asiatique
- CEDH  :
  - Convention européenne des droits de l'homme
  - Cour européenne des droits de l'homme
- CENU :
  - (pt)Centro Empresarial Nações Unidas (São Paulo, Brésil)
  - (es)Consejo de la Escuela Nueva Unificada (es) (Catalogne, Espagne)
- CEPA  :
  - Conservation des espèces et des populations animales
  - Le code banque du BIC des caisses d'épargnes
- CEPS : (en)Centre for European Policy Studies
- CERN : Conseil européen pour la recherche nucléaire
- CERT
- CESD : Collège européen de sécurité et de défense
- CESE  :
  - Comité économique et social européen ;
  - Conseil économique, social et environnemental.
- CESI  :
  - Centre des études supérieures industrielles
  - Confédération européenne des syndicats indépendants
  - Chauffe-eau solaire individuel
- CESR  :
  - Centre d'étude spatiale des rayonnements
  - Conseil économique et social régional
- CESS : Certificat d'enseignement secondaire supérieur
- CETE : Centre d’études techniques de l’Équipement
- CEVU : Conseil des études et de la vie universitaire (remplacé par la Commission de la formation et de la vie universitaire)
- CFAO  :
  - Conception et fabrication assistée par ordinateur
- CFBB : Centre fédéral de basket-ball
- CFBS : Chemin de fer de la Baie de Somme (France)
- CFCM  :
  - Conseil français du culte musulman (France)
- CFDF : Chemins de fer départementaux du Finistère (France)
- CFDT : Confédération française démocratique du travail (France)
- CFER : Centre de formation en entreprise et récupération (Canada)
- CFLN : Comité français de libération nationale
- CFPI : Commission de la fonction publique internationale
- CFPN : Centre de formation professionnelle notariale
- CFRP : Centre de formation et de rééducation professionnelle, établissement de formation pour déficients visuels créé par l’AVH
- CFTC  :
  - (en)Commodity Futures Trading Commission (États-Unis)
  - Confédération française des travailleurs chrétiens (France)
- CFVU : Commission de la formation et de la vie universitaire
- CFWB : Communauté française Wallonie-Bruxelles
- CGDD : Commissariat général au développement durable
- CGIS  :
  - (en)Coast Guard Investigative Service
- CGPB : Confédération générale des planteurs de betterave (France)
- CGPF : Confédération générale du patronat français
- CGWD : (en)Compiz Generic Window Decorator
- CHAM
- CHES
- CHJT : Centre Hospitalier Jean Titeca
- CHMP  :
  - (en)Committee for Human Medicinal Products (« Comité des médicaments à usage humain »)
- CHRS : Centres d'hébergement et de réinsertion sociale (France)
- CHUB : Centre hospitalier universitaire de Bruxelles
- CHUL : Centre Hospitalier de l'Université Laval (à Québec)
- CHUM : Centre Hospitalier de l'Université de Montréal
- CHUV : Centre hospitalier universitaire vaudois
- CIAC : Convention internationale sur les armes chimiques
- CIAM
- CICE : Crédit d'impôt compétitivité emploi (France)
- CICM  :
  - Congrégation du Cœur Immaculé de Marie (Pères Scheutistes)
- CICR : Comité international de la Croix-Rouge
- CICS : (en)Customer Information Control System, moniteur transactionnel IBM
- CIED : Centre International d'Éducation à Distance
- CIEM  :
  - Conseil international pour l'exploration de la mer
- CIEP  :
  - Centre international d'études pédagogiques
- CIGM  :
  - Chambre immobilière du Grand Montréal
- CIIL  :
  - Centre d'infection et d'immunité de Lille
- CILE : Centre international de liaison pour l'environnement
- CILF :
  - Conseil international de la langue française
- CIME  :
  - Comité d'information et de mobilisation pour l'emploi
  - Comité intergouvernemental pour les migrations européennes (ancienne dénomination de l'Organisation internationale pour les migrations)
  - Coupe internationale de la montagne
- CiMF : Collège international Marie de France
- CINE : Culture intermédiaire non exportée (remplace les CIPAN)
- CIPD : (en)Chartered Institute of Personnel and Development (Royaume-Uni)
- CIRB : Centre d'Informatique pour la Région Bruxelloise
- CIRC  :
  - Centre international de recherche sur le cancer
- CISC  :
  - (en)Complex Instruction Set Computer (« Microprocesseur à jeu d'instructions étendu »)
- CISL : Confédération internationale des syndicats libres
- CISP  :
  - Centre international de séjour de Paris
  - Classification internationale des soins primaires
- CIUS : Conseil international des unions scientifiques
- CLAH : Commission locale d'amélioration de l'habitat
- CLAS : Comité Local d'Action Sociale
- CLIC  :
  - Centre local d'information et de coordination
- CLIS  :
  - Classe d'intégration scolaire (ancienne Classe de perfectionnement appelée Classe de perf - remplacements effectués entre 1991 et 2005 pour toutes ces classes)
- CLSC : Centre Local de Services Communautaires
- CLUF : Contrat de licence utilisateur final
- CMAP  :
  - Commission mondiale des aires protégées
  - Centre de médiation et d'arbitrage de Paris (France)
- CMBV : Centre de musique baroque de Versailles
- CMEA  :
  - Compagnie de Maintenance Électronique et Armement (armée française).
- CMEQ  :
  - Corporation des maîtres électriciens du Québec
  - Club de Montagne et d'escalade de Québec
- CMGR Coopération Musicale de la Grande Région (transfrontalière France-Luxembourg-Belgique-Allemagne : Metz ; Nancy ; Luxembourg ; Esch/A ; Diekirch/Ettelbruck ; Liège ; Sarrebruck ; Mayence)
- CMLK : Centre Martin Luther King (Lausanne)
- CMOS :
  - Complementary metal oxide semi-conductor, une technique de fabrication de composants électroniques
  - Centre militaire d'observation par satellites
  - (en)Canadian Meteorological and Oceanographic Society (« Société canadienne de météorologie et d'océanographie »)
  - (en)The Chicago Manual of Style, un code typographique pour les textes en anglais américain
- CMSF : Frères missionnaires de Saint François d'Assise (Congregatio Missionaria Sancti Francisci Assisiensis)
- CMVP : (en)Committee on Veterinary Medicinal Products
- CNAC  :
  - Centre national des arts du cirque (France)
- CNAM  :
  - Conservatoire national des arts et métiers (France)
  - Caisse nationale de l'assurance maladie des travailleurs salariés (France)
- CNBB : (pt)Conferência Nacional dos Bispos do Brasil (« Conférence nationale des évêques du Brésil »)
- CNBF : Caisse nationale des barreaux français
- CNCE  :
  - Caisse nationale des Caisses d'épargne (France)
  - Commission nationale du commerce équitable
- CNCT  :
  - Conseil national du Crédit et du Titre
- CNDC :
  - Centre national de danse contemporaine
  - Collège Notre-Dame du Congo
- CNDP  :
  - Centre national de documentation pédagogique (France)
  - Commission nationale du débat public (France)
  - Congrès national pour la défense du peuple (Congo démocratique), groupe de rebelles
- CNDS  :
  - Centre national pour le développement du sport
  - Commission nationale de déontologie de la sécurité
- CNED : Centre national d'enseignement à distance
- CNES  :
  - Conseil National des Enseignants du Supérieur
  - Centre national d'études spatiales
- CNET : Centre national d'études des télécommunications (remplacé par FTRD)
- CNIL : Commission nationale informatique et libertés
- CNIS  :
  - Conseil national de l'information statistique
- CNJE : Confédération nationale des Junior-Entreprises
- CNOF : Centre National des Opérations Ferroviaires
- CNPC 
  - (en)China National Petroleum Corporation
- CNPE 
  - en particulier : Centrale nucléaire de production d'électricité
- CNPN : Conseil national de la protection de la nature
- CNPS  :
  - Comité national des paiements scripturaux[4]
- CNRL : Confédération nationale des radios libres
- CNRS : Centre national de la recherche scientifique
- CNSA  :
  - Caisse nationale de solidarité pour l'autonomie
- CNSC : Chantier naval de Saint-Christoly
- CNSM : appellation générique et institutionnelle des :
  - Conservatoire national supérieur de musique de Paris (CNSM de Paris), de 1957 à 2009 ;
  - Conservatoire national supérieur de musique de Lyon (CNSM de Lyon), de 1980 à 2009.
- CNTE  :
  - Conseil national de la transition écologique
- CNTP : Conditions normales de température et de pression
- CNVL : Conseil national de la vie lycéenne (France)
- COFF : (en)Common Object File Format
- COIN : COunter INsurgency, lutte anti-guérilla
- COJO : Comité d'Organisation des Jeux Olympiques
- COMP : Committee for Orphan Medicinal Products
- COPA
- COSI  :
  - Comité ouvrier de secours immédiat
  - Comité permanent de coopération opérationnelle en matière de sécurité intérieure
- COTS  :
  - (en)Commercial off-the-shelf
- CPAM  :
  - Caisse primaire d'assurance maladie (France)
- CPAQ  :
  - Conseil de promotion de l’agroalimentaire québécois
  - Centre pluridisciplinaire d'aviation du Québec
- CPBx : Cycle préparatoire de Bordeaux
- CPCR  :
  - Collectif des parties civiles pour le Rwanda
  - Coopérateurs paroissiaux du Christ Roi
- CPDE : Compagnie parisienne de distribution d'électricité (Registre du commerce de la Seine no 105 670), S.A. fondée le 31 juillet 1907, nationalisée en 1946 et intégrée dans EDF.
- CPDP  :
  - Commission particulière du débat public
  - Comité professionnel du pétrole
- CPER : en France, Contrat de plan État-région (officiellement nommés « Contrats de projets État-région » dans certains cas)
- CPFA
- CPGE : Classes préparatoires aux grandes écoles (France)
- CPIE : Centre permanent d'initiatives pour l'environnement, une association œuvrant pour une meilleure prise en compte de l’environnement et du développement durable
- CPML 
  - Le Centre du patrimoine musical libanais
  - La Coordination Permanente des Médias Libres (France)
- CPNE :
  - Commission paritaire nationale pour l'emploi (ou « de l'emploi »)
  - Centre de formation professionnelle neuchâtelois
- CPPS (ou C.PP.S) : Congrégation du très Précieux Sang (en latin : Congregatio Missionariorum Pretiosissimi Sanguinis)
- CQFD  :
  - Ce qu'il fallait démontrer
- CRAC
- CRAL  :
  - Compagnie Parisienne de Distribution d'électricité (Registre du commerce de la Seine no 105 670), fondée le 31 juillet 1907, nationalisée en 1946 et intégrée à EDF.
  - Centre de recherche astrophysique de Lyon (France)
  - Centre de recherches sur les arts et le langage
- CRAM  :
  - Caisse régionale d'assurance maladie
- CRAQ  :
  - Centre de recherche en astrophysique du Québec
- CRBF : Comité de la réglementation bancaire française
- CRCM
- CRCN
- CRDP  :
  - Centre régional de documentation pédagogique
- CREC  :
  - (en)China Railway Engineering Corporation
  - Centre de recherche et d'étude du centrisme
- CREM  :
  - Centre de recherche sur l'enseignement des mathématiques
- CRIF  :
  - Conseil représentatif des institutions juives de France
- CRIM : Centre de recherche en informatique de Montréal
- CRIQ  :
  - Centre de Recherche Industrielle du Québec
- CRNA : Centre en route de la navigation aérienne
- CROM  :
  - Conseil Régional de Ordre des médecins
  - (es)Confederación Regional Obrera Mexicana (« Confédération Régionale Ouvrière Mexicaine »)
- CROS  : Conseiller pour le renseignement et les opérations spéciales
- CRSA : Chanoines réguliers de saint Augustin
- CRUD : (en)Create, Read, Update, Delete
- CSAE  :
  - Conseil supérieur des antiquités égyptiennes
- CSAR  :
  - Combat Search And Rescue (« Recherche et sauvetage au combat »)
  - Comité secret d'action révolutionnaire
- CSCA : Commission de la sécurité de la circulation aérienne. Créée par l'arrêté du 6 juin 2006, cette commission analyse certains événements de circulation aérienne et propose des améliorations pour éviter qu'ils ne se reproduisent[5] ; cette commission a été supprimée en 2013[6].
- CSDU : Centre de stockage des déchets ultimes (France)
- CSIL
- CSIS : (en)Canadian Security Intelligence Service
- CSMA : Calcul de Structures et Modélisation (Association)
- CSNS : Code statistique non signifiant (pour l'anonymisation des données en France)
- CSOB ou ČSOB :(cs)Československá obchodní banka
- CSPS : Coordonnateur en matière de sécurité et de protection de la santé
- CSRD : (en)Corporate Sustainability Reporting Directive, directive européenne de reporting environnemental
- CSSA : Club sportif Sedan Ardennes
- CSSS
- CSST  :
  - Commission de la santé et de la sécurité du travail
  - Centres spécialisés de soins aux toxicomanes
- CSTB : Centre scientifique et technique du bâtiment
- CTAP : Client to Authenticator Protocol (Protocole client-authentificateur)
- CTBT  :
  - Traité d'interdiction complète des essais nucléaires
- CTB : Centre Technique du Bois :
  - CTB-C : Centre Technique du Bois Coffrage (concerne la qualité d'un contre-plaqué qui peut servir pour les coffrages)
  - CTB-I : Centre Technique du Bois Incendie (concerne la qualité d'un contre-plaqué qui est résistant à l'incendie)
  - CTB-H : Centre Technique du Bois Humidité (concerne la qualité d'un contre-plaqué qui peut être placé en milieu humide)
  - CTB-S : Centre Technique du Bois Sec (concerne la qualité d'un contre-plaqué qui peut être placé en milieu sec)
  - CTB-X : Centre Technique du Bois Extérieur (concerne la qualité d'un contre-plaqué qui peut être placé en milieu extérieur)
- CTIF : Centre technique des industries de la fonderie
- CTIP : Centre technique des institutions de prévoyance
- CTPS  : 
  - Comité Technique Permanent de la Sélection
  - Conseil technique de la prévention spécialisée
  - C'est toujours pas sorcier, une émission de vulgarisation scientifique
  - etc.
- Ctrl  ou CTRL :
  - Control
  - (en)Channel Tunnel Rail Link (« Liaison ferroviaire du tunnel sous la Manche »)
- CTSA : Centre de transfusion sanguine des armées (Clamart)
- CUCM : (en)Cisco Unified Communications Manager
- CVCE : Centre Virtuel de la Connaissance sur l'Europe (Luxembourg)
- CVVC : Centre de vol à voile de Chartres (France)
- CWFF : China Women's Film Festival
- CYEG : Aéroport international d'Edmonton
- CYFJ : Aéroport international de Mont-Tremblant Inc
- CYHM : Aéroport international John C. Munro d'Hamilton
- CYHZ : Aéroport international Stanfield d'Halifax
- CYLW : Aéroport international de Kelowna
- CYMX : Aéroport international Montréal-Mirabel
- CYOW : Aéroport international Macdonald-Cartier d'Ottawa
- CYQB : Aéroport international Jean-Lesage de Québec
- CYQM : Aéroport international du Grand Moncton
- CYQR : Aéroport international de Regina
- CYQX : Aéroport international de Gander
- CYUL : Aéroport international Pierre-Elliott-Trudeau de Montréal
- CYVR : Aéroport international de Vancouver
- CYWG : Aéroport international James Armstrong Richardson de Winnipeg
- CYXC : Aéroport de Cranbrook/Rocheuses canadiennes
- CYXE : Aéroport international John G. Diefenbaker de Saskatoon
- CYXY : Aéroport international Erik Nielsen de Whitehorse
- CYYC : Aéroport international de Calgary
- CYYJ : Aéroport international de Victoria
- CYYT : Aéroport international de Saint-Jean de Terre-Neuve
- CYYZ : Aéroport international Pearson de Toronto

- Haut – A
- B
- C
- D
- E
- F
- G
- H
- I
- J
- K
- L
- M
- N
- O
- P
- Q
- R
- S
- T
- U
- V
- W
- X
- Y
- Z

## D
- DAAF :
  - Détecteur et avertisseur autonome de fumée
  - Direction de l’Alimentation, de l’Agriculture et de la Forêt, service équivalent aux DRAAF dans les départements et régions d’outre-mer français
- DAEU : Diplôme d'accès aux études universitaires
- DAFA : Diplôme approfondi de français des affaires
- DALF : Diplôme approfondi de langue française
- DAPI : 4', 6'-diamidino-2-phénylindole
- DARE : (en)Dictionary of American Regional English
- DARP : Délégué(e) à l'accompagnement des reconversions professionnelles (fonction publique d'État en France)
- DBCS : (en)Double-Byte Character Set
- DBLE : 13e demi-brigade de Légion étrangère
- DBMS : (en)Database Management System (« Système de gestion de base de données »)
- DCIM : (en)Digital Camera IMages
- DCRG : Direction Centrale des Renseignements Généraux (France)
- DCRI : Direction centrale du Renseignement intérieur
- DDAF : Direction départementale de l'Agriculture et de la Forêt
- DDEA : Direction Départementale de l'Équipement et de l'Agriculture (France)
- DDHC : Déclaration des droits de l'homme et du citoyen
- DDPF : Défense des droits des prisonniers français
- DDSP : Direction départementale de la sécurité publique
- DDWG : (en)Digital Display Working Group
- DECI : Défense extérieure contre l’incendie (France)[7]
- DECT : (en)Digital Enhanced Cordless Telephone
- DEEE : Déchets d'équipements électriques et électroniques
- DEES
- DEET  : Diethylmethylbenzamide
- DELE : (es)Diploma de Español como Lengua Extranjera
- DELF : Diplôme d'études en langue française
- DEPP
- DESE : Doctorat d'études supérieures européennes
- DEUG : Diplôme d'études universitaires générales
- DEXA : (en)Dual Energy X-ray Absorptiometry
- DFAE : Département fédéral des affaires étrangères (Suisse)
- DFCO : Dijon Football Côte-d'Or
- DGAC : Direction générale de l'aviation civile (France)
- DGFI : (en)Directorate General of Forces Intelligence (« Direction générale du Renseignement militaire »)
- DGLF : Délégation générale à la langue française
- DGRH : Direction Générale des Ressources Humaines
- DGSE  : Direction générale de la Sécurité extérieure
- DGSI : Direction générale de la Sécurité intérieure
- DGSN  : Direction générale de la Sûreté nationale  (en France, au Maroc, en Algérie)
- DHCP : (en)Dynamic Host Configuration Protocol
- DHEA : Déhydroépiandrostérone
- DICE  :
  - (en)Digital Illusions Creative Entertainment
  - modèle DICE : (en)Dynamic Integrated model of Climate and the Economy
- DILF : Diplôme initial de langue française
- DIMM : (en) Dual Inline Memory Module
- DIPP : Division internationale des processus productifs (DIPP)
- DISA : (en)Direct Inward System Access
- DISP  : Direction interrégionale des services pénitentiaires
- DIVS : Danger immédiat pour la vie ou la santé
- DLAA : Deep Learning Anti-Aliasing
- DLEM : Détachement de Légion étrangère de Mayotte
- DLNA : (en)Digital Living Network Alliance
- DMFC : (en)Direct-methanol fuel cell (« Pile à combustible à méthanol direct »)
- DMGT : (en)Daily Mail and General Trust (Grande-Bretagne)
- DMPC : Document modificatif du parcellaire cadastral, anciennement Document d'Arpentage (DA)
- DNAP : Diplôme national d'arts plastiques
- DNBK : (ja)Dai Nippon Butoku Kai (« Association pour les arts martiaux du grand Japon »)
- DNSP : Diplôme national supérieur professionnel
- DOHC : (en)Double OverHead Camshaft, double arbre à cames en tête
- DOPA : nom bref pour 3,4-dihydroxyphénylalanine
- DOST : Agence de la Sécurité sociale durable et opérationnelle, en Azerbaïdjan
- DPGF : Décomposition du prix global et forfaitaire
- DPIC : (en)Death Penalty Information Center (« Centre d'information sur la peine de mort »), États-Unis
- DPLG : Diplômé par le gouvernement
- DPMI : (en)DOS Protected Mode Interface
- DPSD : Direction de la protection et de la sécurité de la défense
- DRAC : Direction régionale des Affaires culturelles
- DRAF : Direction régionale de l'Agriculture et de la Forêt
- DRAM 
  - en particulier : Mémoire vive dynamique (en anglais : Dynamic Random Access Memory)
- DSAC : Direction de la sécurité de l'Aviation civile
- DShK : Degtiariova Chpaguina Kroupnokaliberny, mitrailleuse soviétique anti-aérienne
- DSLR : (en)Digital single-lens reflex (« Appareil photographique reflex numérique »)
- DSNA : Direction des Services de la Navigation Aérienne
- DSP 1 : Directive sur les services de paiement de 2009 (directive européenne)
- DSP 2 : Directive sur les services de paiement de 2013 (directive européenne)
- DSTN : (en)Dual scan twisted nematic, Écran à cristaux liquides
- DTEK : (uk)Донбасская топливно-энергетическая компания, producteur privé d'électricité en Ukraine.
- DTMF : (en)Dual Tone Multi-Frequency, saisie au clavier téléphonique
- DTPA : Diéthylène triamine penta acide
- DTQD : Déchets toxiques en quantités dispersées
- DUKW : (en)Dual Utility Kargo Waterborne
- DVRP : (en)Da Vinci Research Park, à Bruxelles

- Haut – A
- B
- C
- D
- E
- F
- G
- H
- I
- J
- K
- L
- M
- N
- O
- P
- Q
- R
- S
- T
- U
- V
- W
- X
- Y
- Z

## E
- EAAO : Escadre aérienne d'appui aux opérations (Armée de l'air - BA 106 Bordeaux)
- EADS : European aeronautic defence and space company
- EAFE : European Association for Forensic Entomology
- EASA : European Union Aviation Safety Agency, ou AESA pour Agence européenne de la sécurité aérienne
- EARL : 
  - Evaluation and Report Language
  - Exploitation Agricole à Responsabilité Limitée
- EBEN : [Fédération des] Entreprises du Bureau et du Numérique[8]
- EBHR : European Bulletin of Himalayan Research
- EBIT : Earnings before interest and taxes, chiffre clé d'un bilan comptable
- ECAC  :
  - European Civil Aviation Conference
- ECAM  :
  - École Catholique d'Arts et Métiers
- ECAR : Église catholique, apostolique et romaine
- ECBU : Examen cytobactériologique des urines
- ECDC : European Centre for Disease Prevention and Control (Centre européen de prévention et de contrôle des maladies)
- ECHL : East Coast Hockey League, ligue professionnelle de hockey sur glace nord-américaine
- ECID : Exclusive Chip ID (sécurité instauré par Apple sur ses appareils tactiles)
- ECTD : Electronic Common Technical Document
- ECTS : Système européen de transfert et d'accumulation de crédits
- EDEC : Engagement de développement de l’emploi et des compétences, dispositif de la formation professionnelle en France
- EDFA : Erbium Doped Fiber Amplifier
- EDTA : Acide éthylène-diamine-tétraacétique
- EEDF : Éclaireuses et Éclaireurs de France
- EEGC : Études et exploration des gouffres et des carrières
- EEGP : École européenne de graphisme publicitaire
- EFEO : École française d'Extrême-Orient;
- EFRA  :
  - Agence des droits fondamentaux de l'Union européenne;
  - Fédération Européenne de radio-modélisme automobile (European Federation of Radio Operated Model Automobiles);
  - code ICAO, de l'aérodrome de Rautavaara.
- EFSA : European Food Safety Authority  (Autorité européenne de sécurité des aliments)
- EHOS : Espace de l'Homme de Spy
- EHPN : École hôtelière de la province de Namur
- EIAJ  :
  - Electronic Industries Association of Japan
- EIDE  :
  - Enhanced Integrated Device Equipment
- EISA : Extended Industry Standard Architecture
- EISA : European Imaging and Sound Association
- EMAC : École nationale supérieure des mines d'Albi-Carmaux
- EMCS : Exploitation multiplex des communications secondaires
- EMHV : Esters méthyliques d'huiles végétales
- EN3S : École nationale supérieure de sécurité sociale
- ENAC : École nationale de l'aviation civile
- ENAP , entre autres :
  - École nationale d'administration publique, un des dix établissements qui forment le réseau de l'Université du Québec
  - Énap, l'École nationale d'administration pénitentiaire en France
- ENEF  :
  - École nationale des eaux et forêts
- ENIL : École nationale d'industrie laitière
- ENIM  :
  - École nationale d'ingénieurs de Metz
  - Établissement national des invalides de la marine
- ENIT  :
  - École nationale d'ingénieurs de Tarbes
- ENOB  : Effective Number of Bits
- ENPC : École nationale des ponts et chaussées
- ENSG  :
  - École nationale des sciences géographiques (Champs-sur-Marne)
  - École nationale supérieure de géologie (Nancy)
- ENSI  :
  - École nationale supérieure d'ingénieurs
- ENSM :
  - École nationale des sports de montagne
  - École nationale supérieure des mines 
  - École nationale supérieure maritime
- ENSO : El Niño Southern Oscillation (oscillation australe)
- ENST  :
  - École nationale supérieure de télécommunications
- ENSV : École nationale des services vétérinaires (France)
- EOPN : Élève-officier du personnel navigant
- EOPS : exempts d’organismes pathogènes spécifiques (en) (Specific Pathogen Free)
- EOST : École et observatoire des sciences de la Terre (Strasbourg)
- EPCA : Établissement public à caractère administratif
- EPCC  :
  - Établissement public de coopération culturelle
  - Engineering, Procurement, Construction and Commissioning, un type de contrat clef en main (terme utilisé dans l'ingéniérie)
- EPCI  :
  - Établissement public de coopération intercommunale
  - École pratique du commerce et de l'industrie
  - Engineering, Procurement, Construction, and Installation, un type de contrat clef en main (terme utilisé dans l'ingéniérie)
- EPCU : Electric Power Control Unit : ensemble des équipements de surveillance et contrôle d'un véhicule électrique[9].
- EPEG : Europe-Persia Express Gateway
- EPFL : École polytechnique fédérale de Lausanne
- EPFO : Organisation de la Caisse de prévoyance des employés (Inde), en anglais Employees' Provident Fund Organisation
- EPFZ : École polytechnique fédérale de Zurich
- EPHE : École pratique des hautes études
- EPIC : Établissement public à caractère industriel et commercial
- EPLD : Erasable Programmable Logic Device
- EPLE : Établissement public local d'enseignement
- EPOS (en) : Electronic Point Of Sale
- EPSF : Établissement public de sécurité ferroviaire
- EPSI  :
  - École privée des sciences informatiques
- EPSM : Établissement public de santé mentale
- ERAP  :
  - Entreprise de recherches et d'activités pétrolières
  - École régionale d'aspirants de police
- EREA : Établissement régional d'enseignement adapté
- ERBA : École régionale des Beaux-Arts
- ESAA  :
  - École supérieure des arts appliqués
- ESAD  :
  - École supérieure des arts décoratifs
- ESBA : École supérieure des Beaux arts
- ESBC : European Savings Banks Group
- ESCA
- ESEO : École supérieure d'électronique de l'Ouest
- ESIB  :
  - European Students' International Board
- ESOD : Liste des espèces susceptibles d'occasionner des dégâts en France
- ESPE  :
  - Écoles supérieures du professorat et de l'éducation
- ESRF : European Synchrotron Radiation Facility (« Installation européenne de rayonnement synchrotron »)
- ESRI
- ESSD : Entreprises de Services de Sécurité et de Défense
- ESSS : External Store Support System, point d'emport externe en anglais
- ESTP : École spéciale des travaux publics
- ETAM : Employé / Technicien / Agent de maîtrise
- ETAS : Établissement technique d'Angers
- ETIM  :
  - East Turkestan Islamic Movement (« Mouvement islamique du Turkestan oriental »)
- ETLA
- ETPE : Espace travaux publics environnement
- EVDG :
  - École du Val-de-Grâce, du service de santé de l'armée française
  - Engagé Volontaire pour la Durée de la Guerre (dans la Légion étrangère française ou dans les Forces françaises de l'intérieur)
- EZLN : Ejército Zapatista de Liberación Nacional (« Armée zapatiste de libération nationale »)

- Haut – A
- B
- C
- D
- E
- F
- G
- H
- I
- J
- K
- L
- M
- N
- O
- P
- Q
- R
- S
- T
- U
- V
- W
- X
- Y
- Z

## F
- FAAQ : Fédération des astronomes amateurs du Québec
- FAGE : Fédération des associations générales étudiantes
- FARM : Fondation pour l’agriculture et la ruralité dans le monde
- FASM : Fraternité des apôtres de Saint Médard
- FC-AL : Fibre Channel - Arbitred Loop
- FCBP : Football club Bourg-Péronnas
- FCFA : Francs CFA
- FCGB : Football club Girondins de Bordeaux
- FCPE :
  - Fonds commun de placement d'entreprise
  - Fédération des conseils de parents d'élèves (France)
- FCPN : Fédération des clubs connaître et protéger la nature
- FCSM : Football club Sochaux-Montbéliard
- FDDI : Fiber Distributed Data Interface
- FDES : Fiche de déclaration environnementale et sanitaire
- FECQ : Fédération étudiante collégiale du Québec
- FEFB : Fédération échiquéenne francophone de Belgique
- FEFO : First Expired, First Out
- FEMS : Fédération des écomusées et des musées de société
- FENS : Fondation de l’École normale supérieure (France)
- FERR : Fonds enregistré de revenu de retraite
- FERT : devise de la maison de Savoie, à la signification mal établie
- FEUQ : Fédération étudiante universitaire du Québec
- FEVS : Fédération des exportateurs de vins et spiritueux (France)
- FFAM : Fédération française d'Aéro Modélisme
- FFAP
  - Fédération française des artistes prestidigitateurs
  - Fédération française des associations philatéliques
  - Fédération française des apiculteurs professionnels
- FFBB : Fédération française de basket-ball
- FFCK : Fédération française de canoë kayak
- FFDE : Fédération Française de Débat et d'Eloquence
- FFFA : Fédération française de football américain
- FFHB : Fédération française de handball (France)
- FFKM : Conseil œcuménique des Églises malgaches
- FFMC : Fédération Française des Motards en Colère
- FFME : Fédération française de montagne et d’escalade
- FFMF : Fédération française de modélisme ferroviaire
- FFMI : Fédération française de matériels incendie
- FFMM : Fédération Française du Milieu Montagnard
- FFPM : Fédération française des pêcheurs en mer
- FFRS : Fédération française de roller et skateboard
- FFSP : Fédération française des sports populaires
- FFTT : Fédération française de tennis de table
- FFVE : Fédération française des véhicules d’époque
- FFVL : Fédération française de vol libre
- FFVV : Fédération française de vol à voile
- FGAO : Fonds de garantie des assurances obligatoires de dommages
- FGAP : Fonds de garantie des assurances de personnes
- FGAS : Fonds de garantie de l’accession sociale à la propriété (France)
- FGTB : Fédération générale du travail de Belgique
- FIAC : Foire internationale d’art contemporain (France)
- FIAT : Fabbrica Italiana Automobili Torino
- FIAV : Fédération internationale des associations vexillologiques
- FIBA : Fédération internationale de basket-ball
- FICP : Fichier national des incidents de remboursement des crédits aux particuliers (fichier Banque de France)
- FIDA  : Fonds international de développement agricole
- FIDE : Fédération internationale des échecs
- FIFA : Fédération internationale de football association
- FIFF : Festivals de cinéma
- FIFO :
  - Festival international du film documentaire océanien
  - First In First Out
- FIMA 
  - Festival international de la mode africaine
  - Festival international Montréal en arts
- FIMU : Festival international de musique universitaire
- FINA : Fédération internationale de natation
- FIPA
- FISF : Fédération internationale de Scrabble francophone
- FLIR : forward looking infrared, capteur infrarouge à balayage frontal en anglais
- FLNC : Front de libération nationale corse / Fronte di Liberazione Naziunale Corsu
- FLNJ : Front de libération des nains de jardins
- FLOT : Formation en ligne ouverte à tous
- FLSH : Faculté des lettres et sciences humaines
- FMSH : Fondation Maison des sciences de l'homme
- FNAC :
  - Fédération nationale d’achat des cadres (France)
  - Fédération nationale des anciens combattants (France)
  - Fonds National d'Art Contemporain
- FNAP :
  - Festival national d'archéologie de Privas
  - Fédération Nationale Autonome de la Police
- FNAT : Fédération Nationale des Artisans Taxis
- FNCI : Fichier national des chèques irréguliers (fichier Banque de France)
- FNCR :
  - Fédération nationale des combattants républicains, voir son fondateur André Jacques Fonteny
  - Fédération nationale des conducteurs routiers
- FNEB : Fédération nationale des étudiants en sciences exactes naturelles et techniques (France), précédemment dénommée Fédération nationale des étudiants en biologie
- FNMF
  - Fédération nationale des musulmans de France
  - Fédération nationale de la mutualité française[10]
- FNPC :
  - Fédération Nationale de Protection Civile
  - Fédération nationale des producteurs de chanvre (une des associations spécialisées de la FNSEA)
  - Fichier national des permis de conduire
- FNPF :
  - Fédération Nationale de la Presse française
  - Fédération Nationale des Parachutistes Français
- FNRS : Fonds national de la recherche scientifique(Belgique)
- FNTV : Fédération nationale des transports de voyageurs
- FOAF : Friend of a friend
- FOIA : Freedom Of Information Act
- FOTA : Firmware Over The Air
- FPAQ : Fédération de Patinage Artistique du Québec
- FPEG : Forum des pays exportateurs de gaz
- FPGA : Field-Programmable Gate Array
- FPJQ : Fédération professionnelle des journalistes du Québec
- FPTL : Fourgon pompe-tonne
- FQCK : Fédération québécoise du canot et du kayak
- FQSC : Fédération québécoise des sports cyclistes
- FRBE : Fédération royale belge des échecs
- FRBG : Fonds pour risques bancaires généraux (fonds de réserve)
- FRBR : Functional Requirements for Bibliographic Records désigne les Spécifications fonctionnelles des notices bibliographiques
- FRGS : Fellow of the Royal Geographical Society
- FRUP : Fondation reconnue d’utilité publique
- FSCF : Fédération Sportive et Culturelle de France
- FSER 
  - en particulier : Fonds de soutien à l’expression radiophonique
- FSIL :
  - Fonds de soutien à l'investissement public local
  - Fonds souverain intergénérationnel du Luxembourg
- FSIN  :
  - Service fédéral de l’exécution des peines (en)
  - Fédération des nations autochtones souveraines (en) (en anglais : Federation of Sovereign Indigenous Nations) de la Saskatchewan
  - Sigle de la société Fushi Copperweld pour sa cotation au NASDAQ
  - Nom d'une instruction pour processeur x86 pour « Float SINus »
- FSLH : Faculté des lettres et sciences humaines
- FSLN : Front sandiniste de libération nationale
- FSMA : Financial Services and Markets Authority
- FSNA : Français de souche nord-africaine
- FSNL : Front de salut national libyen
- FTAM (en) : File Transfer Access and Management
- FTPF : Francs-tireurs et partisans français
- FTRD : France Télécom Recherche et développement (ex-CNET)
- FTTB : Fiber To The Building
- FTTH : Fiber To The Home
- FXCM : Forex Capital Markets

- Haut – A
- B
- C
- D
- E
- F
- G
- H
- I
- J
- K
- L
- M
- N
- O
- P
- Q
- R
- S
- T
- U
- V
- W
- X
- Y
- Z

## G
- GAAO : Groupement aérien d'appui aux opérations (Armée de l'air - BA 106 Bordeaux)
- GAAR :
  - Groupes anarchistes d'action révolutionnaire
  - Guet aérien armé
- GACC : Groupement Artistique des Cheminots de Calais (école de danse)
- GAEC : Groupement agricole d'exploitation en commun
- GAFI : Groupe d'action financière
- GAIN : Groupe d'Aide à l'INsertion
- GARM : Groupe d'action et de résistance à la militarisation
- GATT : General Agreement on Tariffs and Trade (ancêtre de l’Organisation mondiale du commerce - OMC)
- GBJG : Grosse Bise sur la Joue Gauche (salutation scoute)
- GCRV : General Catalog of stellar Radial Velocities
- GEAB : Global Europe Anticipation Bulletin
- GF38 : Grenoble Foot 38
- GGCA :
  - Global Gender and Climate Alliance
  - Greater Grace Christian Academy
  - Gilfach Goch Community Association
  - Glyfada Golf Club of Athens
  - Gary Grimes classic adventures
  - Global Glass Conservation Alliance
- GGUL : Groupe gai de l'Université Laval
- GHML : Groupe de haute montagne de Lausanne
- GICL : Groupe islamique combattant en Libye
- GIEC : Groupe d'experts intergouvernemental sur l'évolution du climat
- GIGN : Groupe d'intervention de la Gendarmerie nationale
- GIPA :
  - GiPA (Groupement inter Professionnel de l'Automobile)
  - Garantie contre les impayés des pensions alimentaires (GIPA) en cours d'élaboration au gouvernement[11]
- GIPN : Groupe d'intervention de la Police nationale
- GISD :
  - Global Invasive Species Database
  - General Intermediate Supply Depot
- GISM : groupe de punk hardcore japonais
- GITC :
  - groupement d'instruction des troupes coloniales (France)
  - guanidinium thiocyanate (« thiocyanate de guanidinium »)
- GIYF : Google Is Your Friend
- GMAB : Guelb Magnétique, types A et B (appellation commerciale d'un minerai de magnétite produit en Mauritanie.
- GMAC : Grand Marché d'art contemporain
- GMAO : Gestion de la Maintenance Assistée par Ordinateur
- GmbH : Gesellschaft mit beschränkter Haftung (Société à Responsabilité Limitée)
- GMCD : Gestion multimodale centralisée des déplacements à Grenoble
- GMPA : Groupement Militaire de Prévoyance des Armées
- GMSS : Global Mobile Satellite System
- GNSS : GNSS (Global Navigation Satellite System) est le nom général des systèmes de navigation satellitaires fournissant une couverture globale de géopositionnement à usage civil
- GNTC : Groupement national des transports combinés
- GOBE : Great Ordovician Biodiversification Event (Grande biodiversification ordovicienne).
- GPEC : Gestion prévisionnelle des emplois et des compétences
- GPHY : Génie physiologique et informatique de Poitiers
- GPIS : Groupement parachutiste d’instruction spécialisée (voir Service action)
- GPRA 
  - Gouvernement provisoire de la République algérienne
- GPRF : Gouvernement provisoire de la République française
- GPRS : General Packet Radio Service
- GRDI : Groupes de reconnaissance des divisions d'infanterie
- GREC : Groupement des écrivains-conseils
- GRED : Groupe de recherche pour une enfance différente
- GRID : Base de données sur les ressources mondiales (GEMS)
- GRLE : Groupement du recrutement de la Légion étrangère
- GRPS : Groupe de Recherche et Photographie Souterraine
- GSCF : Groupe de secours catastrophe français
- GSEA : Groupement des Syndicats Européens de l’Automobile
- GSIT : Groupement pour un système interbancaire de télécompensation (organisme de place français pour la gestion du SIT)
- GSPR :
  - Groupe de sécurité de la présidence de la République (France)
  - Groupement de sécurité du président de la République (Côte d'Ivoire)
  - Groupe de Sociologie Pragmatique et Réflexive
- GTIN : Global Trade Item Number, code article international permettant d'identifier les produits et services
- GUAM : Georgia, Ukraine, Azerbaijan and Moldavia (« Géorgie, Ukraine, Azerbaïdjan et Moldavie »)
- GUID : Globally Unique Identifier

- Haut – A
- B
- C
- D
- E
- F
- G
- H
- I
- J
- K
- L
- M
- N
- O
- P
- Q
- R
- S
- T
- U
- V
- W
- X
- Y
- Z

## H
- HAHO : High Altitude High Opening, une technique de chute opérationnelle
- HALE : Haute Altitude, Longue Endurance (type de drone) ou en anglais High Altitude Long Endurance
- HALO : High Altitude Low Opening, une technique de chute opérationnelle
- HAMC : Harbin Aircraft Manufacturing Corporation, entreprise aéronautique chinoise
- HAWA : Hannoversche Waggonfabrik (de), constructeur allemand de matériel ferroviaire, d'automobiles, d'avions et de planeurs (Vampyr).
- HBPM : Héparine de Bas Poids Moléculaire
- HCAP : Hitachi Content Archive Platform
- HDCP : High-bandwidth Digital Content Protection
- HDDS : Hitachi Data Discovery Suite
- HDLC : High-level Data Link Control
- HDMI : High Definition Multimedia Interface
- HDPE : Polyéthylène haute densité, selon les abréviations de la norme EN ISO 1043-1
- HDPS : Hitachi Data Protection Suite
- HDSL : High Bit Rate Digital Subscriber Line
- HDTV : High Definition TeleVision
- HEGP : hôpital européen Georges-Pompidou
- HEPA
- HFDS : haut fonctionnaire de défense et de sécurité
- HGNC  : HUGO Gene Nomenclature Committee
- HHSC : Haohau South China Guilin Rubber Company Ltd
- HIFI : HIgh FIdelity
- HMPC : Committee on Herbal Medicinal Products
- HMPS : His Majesty's Prison Service
- HNAS : Hitachi NAS ou High-performance NAS
- HNWI : High net worth individual
- HPFS : High-Performance File System
- HPGL : Hewlett-Packard Graphic Language
- HSBC : Hongkong Shanghai Banking Corporation
- HSCS : Hofherr-Schrantz-Clayton-Shuttleworth AG
- HSRP : Hot Standby Router Protocol
- HTML : HyperText Markup Language
- HTTP : HyperText Transfer Protocol
- HVDC : High Voltage Direct Current
- HUGO :
  - Hôpitaux Universitaires du Grand Ouest, une structure de coordination des CHU d'Angers, Brest, Nantes, Poitiers, Rennes et Tours
  - HUman Genome Organisation, une organisation internationale impliquée dans le projet Génome humain

- Haut – A
- B
- C
- D
- E
- F
- G
- H
- I
- J
- K
- L
- M
- N
- O
- P
- Q
- R
- S
- T
- U
- V
- W
- X
- Y
- Z

## I
- IAAF : International Association of Athletics Federations (ancienne dénomination de World Athletics)
- IADC : Inter-Agency Space Debris Coordination Committee
- IAFE : Instituto Autónomo Ferrocarriles del Estado
- IAGA : Association internationale de géomagnétisme et d'aéronomie (International Association of Geomagnetism and Aeronomy)
- IAMT : Intel Active Management Technology
- IAPS
- IARD : assurance Incendie, accidents et risques divers
- IASB : International Accounting Standards Board
- IASI : Interféromètre atmosphérique de sondage dans l'infrarouge
- IATA : Association internationale du transport aérien
- IBAN : International Bank Account Number (numéro de compte ou RIB international)
- IBVM : Institut de la Bienheureuse Vierge Marie (Sœurs de Loreto)
- ICAC : Comité consultatif international du coton (International Cotton Advisory Committee)
- ICAM : Institut catholique d'Arts et métiers
- ICAP : Internet Content Adaptation Protocol
- ICBM : Inter Continental Balistic Missile
- ICCA : International Computer Chess Association
- ICCF : International Correspondence Chess Federation
- ICGA : International Computer Games Association
- ICGG :
  - International Collaborative Gaucher Group
  - International Conference on Geography and Geosciences (« Conférence internationale de géographie et sciences de la Terre »)
  - International Conference on Geology and Geophysics (« Conférence internationale de géologie et géophysique »)
  - International Conference on Geometry and Graphics (« Conférence internationale de géométrie et graphisme »)
  - International Critical Geography Group
- ICNA : Ingénieur du Contrôle de la Navigation Aérienne
- ICNE : Intérêts courus non échus (à percevoir)
- ICPE : Installation classée pour la protection de l'environnement
- ID3S : Identification solutions, Systems & Services ID3S sas
- IDCC  : Identifiant De Convention Collective, en France
- IDES : Institut de développement de l'économie sociale
- IDMS : Integrated Database Management System
- IDSL : ISDN Digital Subscriber Line
- IEAG : Installation d'extinction automatique à gaz
- IEEE : Institute of Electrical and Electronics Engineers
- IEMN : Institut d'électronique de microélectronique et de nanotechnologie
- IEOM : Institut d'émission d'outre-mer
- IERS : International Earth Rotation and Reference Systems Service
- IESN : Institut d'enseignement supérieur de Namur
- IETA : Ingénieurs des études et techniques d'armement
- IETF : Internet Engeneering Task Force
- IFIC
  - Institut de la francophonie pour l'ingénierie de la connaissance et la formation à distance
  - International Food Information Council
- IFIS :Istituto di Finanziamento e Sconto
- IFLA :
  - International Federation of Landscape Architects
  - International Federation of Library Associations and Institutions
- IFMA : Institut français de mécanique avancée
- IFMK : Institut de formation en masso-kinésithérapie
- IFOP:
  - Institut français d'opinion publique
- IFRS : International Financial Reporting Standards (norme comptable internationale - voir aussi IAS)
- IFSA :
  - Institut français des sciences administratives
  - International Freestyle Skaters Association (« Association internationale des patineurs acrobates »)
- IFSI : Institut de formation en soins infirmiers
- IG2I : Institut de génie informatique et industriel
- IGAD : Intergovernmental Authority on Development (« Autorité intergouvernementale pour le développement »)
- IGAS : Inspection générale des affaires sociales
- IGBT : Insulated gate bipolar transistor
- IGCT : Integrated gate controlled thyristor
- IGIR : Inspecteur Général Interrégional
- IGRP : Interior Gateway Routing Protocol
- IGSC : Inspection générale de la Sécurité civile
- IHSI : Institut historique de la Compagnie de Jésus (Institutum historicum Societatis Iesus).
- IHVH : (Voir YHWH)
- IHWH : (Voir YHWH)
- ILAT : Indice des loyers des activités tertiaires
- ILGN : Inscriptions latines de Gaule narbonnaise
- IMAF : International Martial Arts Federation
- IMAG : Institut d'informatique et mathématiques appliquées de Grenoble
- IMAO : Inhibiteurs des monoamines oxydases
- IMCC : Innovative Multicultural Curricula for the Young EC and US Engineers and Scientists
- IMDb : Internet Movie Database
- IMEI : International Mobile Equipment Identity (téléphonie mobile)
- IMOC : Infirmité motrice cérébrale
- IMSI  :
  - International Mobile Subscriber Identity (téléphonie mobile)
- INAC : Institut nanosciences et cryogénie
- INAO : Institut national de l'Origine et de la Qualité
- INBS  : Installation nucléaire de base secrète
- INED : Institut national d'études démographiques
- INEC 
  - Instituto Nacional de Estadística y Censos , organisme présent dans plusieurs pays d'Amérique latine.
  - Institut national de l'économie circulaire
- INEI : Instituto Nacional de Estadística e Informática
- INES : Identité nationale électronique sécurisée
- INET : Institut national des études territoriales
- INMA :
  - Institut national de médecine agricole
  - Institut national des métiers d'art
- INPI
- INPP  :
  - Institut National de Plongée Professionnelle
  - Institut national de préparation professionnelle
- INPT : Institut National Des Postes et Télécommunications
- INRA : Institut national de la recherche agronomique
- INRI : Iesvs Nazarenvs, Rex Ivdæorvm
- INRS :
  - Institut national de la recherche scientifique, un des dix établissements qui forment le réseau de l'Université du Québec
  - Institut national de recherche et de sécurité, une association française pour la prévention des maladies professionnelles et des accidents du travail
- INSA :
  - Institut national des sciences appliquées, les INSA sont des établissements publics français de recherche et d’enseignement supérieur
  - l'Inventaire national suisse d'architecture, une série de volumes concernant l'architecture et l'urbanisme des villes suisses entre 1850 et 1920
  - l'Ingenieria Nacional y Servicios Aeroespaciales, un organisme dépendant de l'Institut national de technique aérospatiale (Espagne).
- INSU : Institut national des sciences de l'univers
- INVS : Institut national de veille sanitaire
- IOPG : Institut et observatoire de physique du globe, ancien intitulé de l'Observatoire de physique du globe de Clermont-Ferrand
- IPAG :
  - Institut de préparation à l'administration et à la gestion
  - Institut de préparation à l'administration générale
- IPAM :
  - Initiatives pour un autre monde
  - Institut des politiques alternatives de Montréal
- IPCC : Groupe intergouvernemental de l'évolution du climat (OMM/PNUE)
- IPCH : Indice des prix à la consommation harmonisé
- IPER :
  - Indisponibilité périodique pour entretien et réparation, terme utilisé par la Marine nationale française
  - Institut pastoral d'études religieuses (Université catholique de Lyon)
- IPEV : Institut polaire français Paul-Émile-Victor
- IPGP : Institut de Physique du Globe de Paris
- IPKD : Inventaire du patrimoine kanak dispersé
- IPNI : International Plant Names Index
- IPNS , entre autres :
  - Imprimé par nos soins
- IPPJ : Institution publique de Protection de la Jeunesse (Belgique)
- IPSA : Institut polytechnique des sciences avancées
- IPSL
- IPSS : International Prostate Symptom Score
- IPTV : Internet Protocol TéléVision
- IRAO : Incubateur Régional d'Afrique de l'Ouest, institution membre du Réseau des Universités des Sciences et Technologies des pays d'Afrique au sud du Sahara
- IRAS : Infrared Astronomical Satellite, un satellite astronomique destiné à l'observation dans le domaine infrarouge
- IRCB : Institut royal colonial belge (devenu ARSC puis ARSOM, Académie royale des sciences d'outre-mer)
- IRCM : Institut de recherches cliniques de Montréal
- IREC  :
  - Institut de recherche en économie contemporaine (Québec)
  - IREC, une entreprise française, renommée depuis Vivaticket
- IREM : Institut de recherche en enseignement des mathématiques
- IRES
- IRFA : Institut régional de formation pour adultes
- IRIF : Institut de recherche en informatique fondamentale
- IRIS  :
  - Institut de recherche et d'informations socioéconomiques (Montréal)
  - Institut de recherche et d'information socio-économique (Paris)
  - Institut de relations internationales et stratégiques
  - Îlots regroupés pour l'information statistique, découpage territorial utilisé par l'INSEE
  - Inter-réseau européen des initiatives éthiques et solidaires, association alsacienne
  - Réseau IRIS, une association interhospitalière régionale des infrastructures de soins (Bruxelles)
  - Interface Region Imaging Spectrograph, un satellite scientifique de la NASA
  - Informatique et réseaux pour l'industrie et les services techniques
  - Internet Risk Insurance Services, une MSSP suisse
  - Integrated Risk Management AG, un analyste financier suisse
  - Internet Registry Information Service, un protocole Internet.
- IROC : International Race of Champions
- IRSN : Institut de radioprotection et de sûreté nucléaire
- IRVE : Infrastructure de recharge de véhicule électrique
- ISAF : International Sailing Federation
- ISAM : Indexed Sequential Access Method
- ISAS : Institute of Space and Astronautical Science (Japon)
- ISBN : International Serial Book Number
- ISCM : International Society for Contemporary Music (Société internationale pour la musique contemporaine)
- ISDA : International Swaps and Derivatives Association
- ISDN : Integrated Services Digital Network
- ISEG : Institut Supérieur Européen de Gestion
- ISEN : Institut Supérieur de l'Électronique et du Numérique
- ISEP : Institut supérieur d'électronique de Paris
- ISFA : Institut de Science Financière & de l'Assurance
- ISGT : Institut supérieur de gestion de Tunis
- ISIE : Instance Supérieure indépendante pour les élections (Tunisie)
- ISIL  :
  - International Standard Identifier for Libraries and Related Organisations, voir ISO 15511
- ISIN : International Securities Identification Number (Norme ISO 6166 de codification des titres)
- ISMF : International Ski Mountaineering Federation
- ISNI 
  - en particulier : International Standard Name Identifier ou Code international normalisé des noms
- ISOC  : Internet Society (voir également IETF)
- ISPS : International Ship and Port Security, code international pour la sécurité des navires et des installations portuaires.
- ISRO : Indian Space Research Organisation, l'organisation indienne de recherche spatiale
- ISSN : International Standard Serial Number
- ISTC :
  - Institut des stratégies et techniques de communication
  - Incunabula Short Title Catalogue
  - International Science and Technology Center, en français Centre international pour la science et la technologie
- ISUP : Institut de statistique de Sorbonne Université (à l'origine « Institut de statistique de l'université de Paris »)
- ISVR : Institute of Sound and Vibration Research
- ITES
- ITII : Institut Technique des Ingénieurs de l'Industrie
- ITIL : Information Technology Infrastructure Library
- ITIN :
  - Institut des techniques informatiques
  - Individual Taxpayer Identification Number
- ITIS :
  - Integrated Taxonomic Information System
  - Institut Technologies de l’Information et Sociétés
- ITPC : Interruption de terre-plein central
- ITRA :
  - Institut togolais de recherche agronomique
  - International Trail Running Association
- ITSS : Infections transmissibles sexuellement et par le sang
- IUCN (ou UICN) Union internationale pour la conservation de la nature
- IUEM : Institut universitaire européen de la mer
- IUFM : Institut national de formation des maîtres
- IUGG : International Union of Geodesy and Geophysics (« Union géodésique et géophysique internationale »)
- IURN : Institut unifié de recherches nucléaires (Объединённый институт ядерных исследований, ОИЯИ en russe)
- IWGA : International World Games

- Haut – A
- B
- C
- D
- E
- F
- G
- H
- I
- J
- K
- L
- M
- N
- O
- P
- Q
- R
- S
- T
- U
- V
- W
- X
- Y
- Z

## J
- JATO : Jet Assisted Take-Off décollage assisté par réaction
- JBIG : Joint Bi-level Image experts Group
- JDSF
- JIRS : en France, Juridiction inter-régionale spécialisée (regroupant des magistrats du parquet et de l'instruction, et spécialisée en matière de criminalité organisée, de délinquance financière et d’affaires complexes : voir Juridictions économiques et financières judiciaires en France)
- JJSS : Jean-Jacques Servan-Schreiber
- JLPT : Japanese Language Proficiency Test
- JOPF : Journal officiel de la Polynésie française
- JORF : Journal officiel de la République française
- JOSE : JavaScript Object Signing and Encryption, un groupe de travail qui a développé plusieurs spécifications liées à la sécurité informatique et à la JavaScript Object Notation (JSON)
- JPEG : Joint Photographic Experts Group
- JTAG : Joint Test Action Group

- Haut – A
- B
- C
- D
- E
- F
- G
- H
- I
- J
- K
- L
- M
- N
- O
- P
- Q
- R
- S
- T
- U
- V
- W
- X
- Y
- Z

## K
- KDIG : Radio américaine
- KELT
- KFOR : Kosovo Force (NATO)
- KIAS : abréviation aéronautique
- KISS : Keep It Simple, Stupid! (« Ne complique pas tout, imbécile ! »), une ligne directrice
- KROE : Radio américaine
- KSCM : Parti communiste de la République tchèque, parti d'opposition
- KUSC : Radio américaine
- KTLW : Radio américaine
- KWYO : Radio américaine
- KYTI : Radio américaine
- KZWY : Radio américaine

- Haut – A
- B
- C
- D
- E
- F
- G
- H
- I
- J
- K
- L
- M
- N
- O
- P
- Q
- R
- S
- T
- U
- V
- W
- X
- Y
- Z

## L
- L2EP : Laboratoire d'électrotechnique et d'électronique de puissance de Lille
- LAAC : Lieu d'action et d'animation culturelle
- LABS : Low Altitude Bombing System (en), système de bombardement à basse altitude
- LACA : Luxembourg Approach Controller Association (Luxembourg)
- LACP : Link Aggregation Control Protocol
- LAMA : Linux, Apache, MySQL, ASP
- LAMP : Plateforme de logiciels libres : Linux, Apache, MySQL et PHP (ou PERL, ou Python)
- LaMP : Laboratoire de météorologie physique (UMR 6016, Clermont-Ferrand)
- LAOG : Laboratoire d'astrophysique de Grenoble (France)
- LAPD : Los Angeles Police Department (États-Unis)
- LAUM : Laboratoire d'acoustique de l'université du Maine
- LAWN : Local Area Wireless Network
- LaWS : Laser Weapon System, ou « système d'arme laser » est une arme à énergie dirigée développée par la marine des États-Unis.
- LBHF : (en)London Borough of Hammersmith and Fulham (« Borough londonien de Hammersmith et Fulham »)
- LBMS : Laboratoire brestois de mécanique et des systèmes
- LBTH : (en)London Borough of Tower Hamlets (« Borough londonien de Tower Hamlets »)
- LBWF : (en)London Borough of Waltham Forest (« Borough londonien de Waltham Forest »)
- LCAO : Langues et civilisations d'Asie orientale
- LCBO: Liquor Control Board of Ontario
- LCID : Locale Identifier
- LDAP : Lightweight Directory Access Protocol
- LDFT : Ligne de desserte fine du territoire, partie du réseau ferroviaire français
- LDIF : LDAP Data Interchange Format
- LEED : Leadership in Energy and Environmental Design (certification du U.S. Green Building Council)
- LERX : Leading-Edge Root eXtension, apex ayant des effets aérodynamiques
- LESZ : Syndicat associé des transports aériens (Budapest, Hongrie)
- LETI : Laboratoire d'électronique et de technologie de l'information
- LFLC : code OACI de l'aéroport de Clermont-Ferrand
- LFLL : code OACI de l'aéroport de Lyon-Saint-Exupéry
- LFLS : code OACI de l'aéroport de Grenoble-Isère
- LFPG : code OACI de l'aéroport Paris-Charles-de-Gaulle
- LFST : code OACI de l'aéroport de Strasbourg-Entzheim
- LGBT : Lesbiennes, gays, bisexuels et transgenres
- LGGE : Laboratoire de glaciologie et géophysique de l'environnement (Grenoble)
- LGIL : Laboratoire de génie industriel de Lille
- LIEN
- LIFO :Last In First Out
- LIGO : Laser Interferometer Gravitational-Wave Observatory (« Observatoire d'ondes gravitationnelles par interférométrie laser »)
- LISA : Laser Interferometer Space Antenna (expérience d'interférométrie spatiale visant à la détection d'ondes gravitationnelles)
- LIPS : Laboratoire Interrégional de Police Scientifique
- LIRG : Luminous infrared galaxy (« Galaxie lumineuse en infrarouge »)
- LISP : List Processing language
- LLRV (ou LLTV) : Lunar Landing Research (ou Training) Vehicle (« Aéronef de recherche (ou d'entraînement) à l'atterrissage lunaire »)
- LMDE :
  - La Mutuelle des étudiants
  - Linux Mint Debian Edition
- LMDI : log-mean Divisia index en mathématiques appliquées
- LMNP : Loueur de meublé non professionnel
- LMPT :
  - Laboratoire de mathématiques et de physique théorique (Tours)
  - La Manif pour tous, un collectif d'associations françaises
- LMSI : Loi sur les mesures spéciales d'importation
- LNHB : Laboratoire National Henri Becquerel
- LNPA : Ligne numérique à paire asymétrique
- LOOF : Livre officiel des origines félines (à ne pas confondre avec LOF, Livre des origines français)
- LOSC : Lille Olympique Sporting Club, ancien nom du LOSC Lille (France)
- LOTR : Lord of the Rings, romans à succès de Tolkien.
- LRIP : Low Rate Initial Production (en) (« Production initiale en petite quantité »)
- LRPC : Lightweight Remote Procedure Call
- LSZH : Low Smoke Zero Halogen (« Pas d'halogène - Peu de fumée »)
- LTCM : Long Term Capital Management
- LTRP : Local Technique de Répartition Principale
- LTTE : Liberation Tigers of Tamil Eelam (« Tigres de libération de l'Îlam tamoul ») (Sri Lanka)
- LTSC : Long-Term Servicing Channel, canal de distribution de Windows 11

- Haut – A
- B
- C
- D
- E
- F
- G
- H
- I
- J
- K
- L
- M
- N
- O
- P
- Q
- R
- S
- T
- U
- V
- W
- X
- Y
- Z

## M
- MACS : Magellanic Catalogue of Stars (un catalogue d'étoiles)
- MAIF : Mutuelle Assurance des Instituteurs de France
- MALE  :
  - Moyenne Altitude, Longue Endurance (type de drone) ou en anglais Medium Altitude Long Endurance
- MAPA : Marchés À Procédure Adaptée (type de marché public)
- MAPI :
  - Messaging Application Programming Interface
  - MAnifestations Postvaccinales Indésirables
- MARP : Méthode d'analyse et de résolution de problème (utilisée en ingénierie de la qualité)
- MARS :
  - Mouvement pour une Alternative Républicaine et Sociale, un parti politique français
  - Molecular Adsorption Recirculating System, une thérapie de traitement du sang
  - Model for Applications at Regional Scale[12], un logiciel de modélisation hydrodynamique côtière développé par l'IFREMER
  - MARS, un algorithme de cryptographie
  - MARS, une méthode statistique
  - Message Rapide d'Alerte Sanitaire, message diffusés par le ministère de la santé en France
- MATS : Military Air Transport Service, commandement militaire américain chargé des transports (jusqu’en 1966)
- MAWA : Mentoring Artists for Women's Art, centre d'éducation féministe en arts visuels basé à Winnipeg (Canada)
- MAWS  : Missile Approach Warning System
- MBCS : Multibyte Character Set
- MCAA : Mouvement contre l’armement atomique
- MCCJ : Missionnaires comboniens du Cœur de Jésus, une congrégation missionnaire italienne
- MCGA : Multi Color Graphic Array
- MCTS : Monte-Carlo Tree Search
- MDPL : Mouvement pour le désarmement, la paix et la liberté
- MDRD : de l'anglais Modification of Diet in Renal Disease ; la formule MDRD est utilisée pour estimer le débit de filtration glomérulaire
- MEND : Movement for the Emancipation of the Niger Delta (Mouvement pour l'émancipation du delta du Niger)
- MEPA : entre autres, Mastère Eau Potable et Assainissement
- MFIU : Mort fœtale in utero
- MFPP : Mouvement Français des Plieurs de Papier
- MGAL : Merlin Gerin Alès
- MHSC : Montpellier Hérault Sport Club
- MHSI : Monumenta Historica Societatis Iesu (Collection de documents sur l'histoire de la Compagnie de Jésus)
- MIDI : Musical Instrument Digital Interface
- MILF : Mother I would Like to Fuck
- MIME :
  - Mission Interministérielle sur les Mutations Économiques
  - Multipurpose Internet Mail Extensions (« Extensions multifonctions du courrier Internet »), et type MIME
- MIMO : Multiple-input multiple-output (antenne de téléphonie mobile)
- MIPS : Millions of Instructions Per Second
- MITO : Mouvement islamique du Turkestan oriental
- MJCF :
  - Maison des jeunes de Chiny et de Florenville[13] (Belgique)
  - Mouvement de la jeunesse catholique de France
  - Mouvement Jeunes Communistes de France
- MJPM : Mandataire Judiciaire à la Protection des Majeurs, en France
- MKAD : МКАД (en russe), Московская Кольцевая Автомобильная Дорога, autoroute périphérique de Moscou
- MLCJ : Mouvement des libérateurs centrafricains pour la justice
- MMPP  : Médical, Mental, Psychologique, Psychiatrique (classification de personnes)
- MNBC : monnaie numérique de banque centrale
- MNHN : Muséum national d'histoire naturelle
- MNLA : Mouvement national pour la libération de l'Azawad
- MOND : Modified Newtonian dynamics (« dynamique newtonienne modifiée »), une théorie proposée pour résoudre le problème des vitesses orbitales des étoiles des galaxies spirales, sans faire appel à la matière noire
- MOOC : Massive open online course (Cours en ligne ouvert et massif)
- MPEG : Moving Pictures Experts Group
- MPLS
- MPSI : Maths, Physique, Sciences de l'Ingénieur
- MPSV : MultiPurpose Supply Vessel
- MQTT : Message Queuing Telemetry Transport
- MRAC : Musée royal de l’Afrique centrale (Tervueren, Belgique)
- MRAP : Mouvement contre le racisme et pour l’amitié entre les peuples
- MRCA : Multi-Role Combat Aircraft (« Avion de combat multirôle »)
- MRTT : Multi-Role Tanker Transport, avion ravitailleur et transporteur polyvalent
- MS2I : Management et Stratégie des Systèmes d'Informations - IAE Lyon III
- MSFS : Missionnaires de Saint-François-de-Sales (Congrégation religieuse)
- MSFT : Abréviation de Microsoft dans la bourse, au NASDAQ
- MSGU : Médias sociaux en gestion d'urgence
- MSIL :
  - Module de stabilité initial longitudinal
  - MicroSoft Intermediate Language
- MSIN : Mobile Subscriber Identification Number (téléphonie mobile)
- MSIT : Module de stabilité initial transversal
- MSRI : Mathematical Sciences Research Institute, institut de recherche situé en Californie
- MSRN : Mobile Station Roaming Number (téléphonie mobile)
- MSSI : Management de la Sécurité des Systèmes d'information - HEG Genève
- MSTS : Microsoft Train Simulator
- MTBF :
  - Mean Time Before Failure
  - Mean Time Between Failures
- MTBR : Mean Time Between Removals
- MTTR :
  - Mean Time To Recovery
  - Mean Time To Repair
  - Mean Time To Restoration
- MVAO : Mémorisation de vocabulaire assistée par ordinateur
- MVNE : Mobile Virtual Network Enabler, fournisseur des opérateurs de réseau mobile virtuel
- MVNO : Opérateur de réseau mobile virtuel, de l'anglais Mobile Virtual Network Operator
- MVVM : Model View ViewModel (« Modèle-vue-vue modèle »)
- MWAA (en) : Metropolitan Washington Airports Authority, autorité des aéroports de la métropole de Washington (États-Unis)

- Haut – A
- B
- C
- D
- E
- F
- G
- H
- I
- J
- K
- L
- M
- N
- O
- P
- Q
- R
- S
- T
- U
- V
- W
- X
- Y
- Z

## N
- NACA : National Advisory Committee for Aeronautics, agence fédérale américaine chargée de la recherche aéronautique entre 1918 et 1958
- NACE : Nomenclature des activités économiques dans la Communauté européenne
- NADS : National Advanced Driving Simulator
- NAMC , en particulier :
  - Nanchang Aircraft Manufacturing Corporation, entreprise chinoise, filiale d'AVIC
- NASA : National Aeronautics and Space Administration
- NATO : North Atlantic Treaty Organisation (« Organisation du traité de l'Atlantique nord »), OTAN en français.
- NATU : acronyme de Netflix, Airbnb, Tesla et Uber
- NAUI : National Association of Underwater Instructors.
- NBIC : Nanotechnologies, biotechnologies, informatique et sciences cognitives
- NBIM : Norges Bank Investment Management, fonds souverain norvégien
- NCAA : National Collegiate Athletic Association
- NCAR : National Center for Atmospheric Research
- NCBI : National Center for Biotechnology Information
- NCDP : National Center of Disabled Persons (Centre national des personnes mutilées)
- NCEP : National Centers for Environmental Prediction
- NCIS , en particulier :
  - Naval Criminal Investigative Service
- NDDL : Notre-Dame des Landes (Projet d'aéroport du Grand Ouest)
- NDLA 
  - Note de l'auteur
- NDLE : Note de l'éditeur
- NDLR : Note de la rédaction
- NDMP : Network Data Management Protocol
- NDRC  :
  - National Defense Research Committee ; Commission nationale de recherche pour la Défense (USA 1940-1941)
  - National Development and Reform Commission
- NEFA : North-East Frontier Agency
- NEPH : numéro d'enregistrement préfectoral harmonisé. En France, c'est un numéro constitué de 12 chiffres, attribué par les services de la préfecture à une personne présentant un dépôt de dossier d'inscription au permis de conduire
- NJPW : New Japan Pro-Wrestling
- NKGB : Narodnii Komissariat Gossoudarstvennoï Bezopasnosti (en français : Commissariat du peuple à la sécurité gouvernementale)
- NKVD : Narodnii Komissariat Vnoutrennikh Dié (services secrets soviétiques de 1934 à 1946)
- NLFC : National Life Finance Corporation, banque japonaise de microcrédit
- NLTT , en particulier :
  - New Luyten, Two Tenths, un catalogue d'étoiles
- NMPP : Nouvelles messageries de la presse parisienne (France)
- NMRA : National Model Railroad Association ; Association des modélistes ferroviaires américains.
- NNTP : Network News Transfer Protocol, un protocole réseau
- NOAA : National Oceanic and Atmospheric Administration (États-Unis) (Administration océanique et atmosphérique américaine)
- NODU : Nombre de doses unités ; indicateur de suivi du recours aux produits phytosanitaires défini dans le cadre du plan Écophyto.
- NOPD : New Orleans Police Department (police de la ville de La Nouvelle-Orléans en Louisiane (États-Unis).
- NPAG : Abréviation usuelle du titre de l'ouvrage Les noms de personne sur le territoire de l'ancienne Gaule de Marie-Thérèse Morlet
- NPAI : « N'habite pas à l'adresse indiquée » ou « N'habite plus à l'adresse indiquée »
- NPEC : Niveau de prise en charge, défini pour chaque diplôme pour le financement de l'apprentissage en France
- NPNS :
  - Ni pauvre, ni soumis
  - Ni putes ni soumises
- NPOV : Neutral point of view (« Neutralité de point de vue »), un sigle utilisé par Wikipédia
- NSBM : National socialist black metal, branche dissidente du black metal
- NSJC : Notre Seigneur Jésus-Christ
- NTFS : New Technology File System
- NTNU : Norges teknisk-naturvitenskapelige universitet (Université norvégienne de sciences et de technologie)
- NTRU
- NTSB : National Transportation Safety Board (Conseil national de la sécurité des transports)
- NTSC : National Television Standards Committee
- NUMA : Non-Uniform Memory Access
- NZBA : Net-Zero Banking Alliance
- NZIA : Net-Zero Insurance Alliance

- Haut – A
- B
- C
- D
- E
- F
- G
- H
- I
- J
- K
- L
- M
- N
- O
- P
- Q
- R
- S
- T
- U
- V
- W
- X
- Y
- Z

## O
- OACI : Organisation de l'aviation civile internationale
- OATi : Obligation assimilable du Trésor à taux indexé sur l'inflation (France)
- OATU : Autorité organisatrice de transport urbain (France)
- OCBC : Office central de lutte contre le trafic des biens culturels (France).
- OCCE : Office central de la coopération à l'école
- OCDE (OECD) : Organisation de coopération et développement économiques
- OCHA : Office for the Coordination of Humanitarian Affairs = Bureau de la coordination des affaires humanitaires de l'ONU
- OCIC : Office catholique international du cinéma
- ODAS :
  - Observatoire national de l'action sociale (France)
  - Observatoire des déchets d'activité de soins (France)
  - OCA-DLR Asteroid Survey (France-Allemagne)
- ODBC : Open DataBase Connectivity
- ODEM : Observatoire départemental de l'environnement du Morbihan
- OECD : Organisation for Economic Co-operation and Development = OCDE
- OEDT : Observatoire européen des drogues et toxicomanies
- OFAC  : Autorité organisatrice de transport urbain
  - Office of Foreign Assets Control (organisme américain de contrôle - voir Blanchiment d'argent)
  - Office fédéral de l'aviation civile
- OFCE : Observatoire français des conjonctures économiques
- OFNI : Objet flottant non identifié
- OGBL : Confédération syndicale indépendante du Luxembourg (Onhofhängege Gewerkschaftsbond Lëtzebuerg)
- OGCN : Olympique Gymnaste Club de Nice (France local)
- OICS : Organe international de contrôle des stupéfiants (ONU)
- OLAC : Open Language Archives Community
- OLED : Organic Light-Emitting Diode
- OLTP : On Line Transactional Processing
- OMMS : Organisation Mondiale du Mouvement Scouts
- OMPI :
  - Organisation des moudjahiddines du peuple iranien
  - Organisation mondiale de la propriété intellectuelle
- ONCE : Organización Nacional de Ciegos Españoles (Espagne)
- ONEM :
  - Office national de l'emploi (Belgique)
  - Office national de l'emploi (république démocratique du Congo)
  - Observatoire Naturaliste des Ecosystèmes Méditerranéens
- OPAC : Offices publics d'aménagement et de constructions (France)
- OPCA : Organisme paritaire collecteur agréé (France)
- OPEP : Organisation des pays exportateurs de pétrole
- OPEX
- OPGC : Observatoire de physique du globe de Clermont-Ferrand
- OPML : Outline Processor Markup Language
- OQLF : Office québécois de la langue française (Canada)
- ORMA : Ocean Racing Multihull Association
- ORSA : Own Risk and Solvency Assessment, ou Évaluation interne des risques et de la solvabilité
- OSCP : Observatoire de la sécurité des cartes de paiement
- OSEF : « On s'en fout » en langage IRC et abrégé du Net
- OSHA : Occupational Safety and Health Administration (un service du ministère du travail des États-Unis) et aussi l'Agence européenne pour la sécurité et la santé au travail
- OSMP : Observatoire de la sécurité des moyens de paiement
- OSPF : Open Shortest Path First
- OSRD : Office of Scientific Research and Development ; Bureau de recherches et de développement scientifiques (États-Unis 1941-1947)
- OSUG : Observatoire des sciences de l'Univers de Grenoble
- OTAN : Organisation du traité de l'Atlantique nord
- OVNI : Objet volant non identifié
- OVPM : Organisation des villes du patrimoine mondial

- Haut – A
- B
- C
- D
- E
- F
- G
- H
- I
- J
- K
- L
- M
- N
- O
- P
- Q
- R
- S
- T
- U
- V
- W
- X
- Y
- Z

## P
- PACA : Provence-Alpes-Côte d'Azur
- PACS : Pacte civil de solidarité
- PADD : Projet d'aménagement et de développement durable - Voir PLU
- PAES : Première Année des Études de Santé
- PAIO : Permanence d'accueil, d'information et d'orientation
- PALU : Parti lumumbiste unifié
- PAPS : Point d'alerte et de premiers secours
- PARC : Palo Alto Research Center (Xerox)
- PCGR : Principes comptables généralement reconnus
- PCIE : Passeport de compétence informatique européen
- PCRD : Programme-cadre pour la recherche et le développement technologique
- PCRS : Plan de Corps de Rue Simplifié, outil géomatique des collectivités locales en France pour la gestion des voies
- PCSI : Physique, Chimie, Sciences de l'ingénieur
- PCTC : Pure Car and Truck Carrier, un type de transporteur de véhicules
- PCUS : Parti communiste de l'Union soviétique
- PDMF : Parcours de découverte des métiers et des formations
- PENS : Presses de l'École normale supérieure
- PERP : Plan d'épargne retraite populaire
- PEPS : Premier entré, premier sorti
- PERT : Program Evaluation and Review Technique, méthode de planification
- PESC : Politique étrangère et de sécurité commune de l'Union européenne
- PFAS : substances per- et polyfluoroalkylées (de l'anglais per- and polyfluoroalkyl substances), composé chimique organofluoré polluant
- PFAT : Personnel féminin de l'Armée de terre
- PFNL : Produits forestiers non ligneux
- PGCD : Plus grand commun diviseur
- PgDn : Page Down
- PGHM : Peloton de Gendarmerie de Haute Montagne
- PgUp : Page Up
- PIAT : Projector Infantry Anti Tank
- PIGB : Programme international concernant la géosphère et la biosphère
- PIGS : Portugal, Italie, Grèce et Espagne
- PIME : Institut pontifical pour les missions étrangères
- PIPA : PROTECT IP Act
- PIRE : Puissance isotropique rayonnée équivalente
- PITA : Pain In The Ass (acronyme trivial parfois rencontré)
- PLAI : Prêt Locatif Aidé d’Intégration, dans le domaine du logement social en France
- POLT : Paris-Orléans-Limoges-Toulouse (SNCF)
- PLBS : Paiement pour la Location de Biens et Services
- PLFR : Projet de loi de finances rectificatif (France)
- PMDB : Parti du Mouvement démocratique du Brésil
- PNDD : Pacte Nacional pel Dret a Decidir (en catalan)
- PNEC : Predicted No Effect Concentration
- PNNS : Programme National Nutrition Santé
- PNPP : Préparation naturelle peu préoccupante
- PNUD : Programme des Nations unies pour le développement
- PNUE : Programme des Nations unies pour l'environnement
- POJO : Plain Old Java Object
- POST : Power-on self-test
- POUP : Parti ouvrier unifié polonais (Parti communiste)
- Ppcm : Plus petit commun multiple
- PPDA : Patrick Poivre d'Arvor
- PPDF : Parti populaire pour la démocratie française
- PPDS : Personne Provisoirement Déplacée du Surinam : Population du Surinam ayant passé le Maroni et pris en charge par UNHCR sur le territoire de la Guyane Française par l'armée durant les années 1990
- PPLN : Periodically poled lithium niobate, niobate de lithium périodiquement polarisé
- PPRI : Plan de prévention du risque inondation
- PPTE : Pays pauvres très endettés
- PRAM : Parallel Random Access Machine
- PRAS : Plan régional d'affectation du sol
- PREJ : Pôle de rattachement des extractions judiciaires (France)
- PrEP: Prophylaxie pré-exposition
- PROM : Programmable Read Only Memory
- PSC1 : Prévention et secours civiques de niveau 1 (France)
- PSE1 et PSE2 : premiers secours en équipe de niveau 1 & 2 (France)
- PSIG : Peloton de surveillance et d'intervention de la gendarmerie
- PSLV : Polar Satellite Launch Vehicle (« Véhicule de lancement de satellites polaires »)
- PSMV : Plan de sauvegarde et de mise en valeur, dispositif créé en 1962 par André Malraux alors ministre de la culture.
- PSNA : Prestataire de Services de la Navigation Aérienne
- PSOH : Parti socialiste ouvrier hongrois
- PSTN : Public Switched Telephone Network
- PSUV : Parti socialiste unifié du Venezuela
- PTCE : Pôle territorial de coopération économique
- PTFE : Polytétrafluoroéthylène (teflon)
- PTSD : Posttraumatic stress disorder
- PTSI : Physique, technologie et sciences de l'ingénieur
- PUAS : Union postale des Amériques et de l'Espagne
- PUBP : Presses universitaires Blaise Pascal
- PUPD : Syndrome Polyuro-polydipsique (Boit beaucoup, urine beaucoup)
- PZPR : Polska zjednoczona partia robotnicza (en français POUP).

- Haut – A
- B
- C
- D
- E
- F
- G
- H
- I
- J
- K
- L
- M
- N
- O
- P
- Q
- R
- S
- T
- U
- V
- W
- X
- Y
- Z

## Q
- QHSE : Qualité, Hygiène, Sécurité, Environnement
- QMOS : Qualification de Mode Opératoire de Soudage
- QPUC : Questions pour un champion

- Haut – A
- B
- C
- D
- E
- F
- G
- H
- I
- J
- K
- L
- M
- N
- O
- P
- Q
- R
- S
- T
- U
- V
- W
- X
- Y
- Z

## R
- RAAF : Royal Australian Air Force, aviation militaire australienne
- RACS : Retour d'une activité cardio-circulatoire spontanée
- RAID :
  - Redundant Array of Inexpensive/Independent Disks (« Réseau redondant de disques peu onéreux/indépendants »)
  - Recherche, assistance, intervention, dissuasion, une unité d'élite de la Police nationale (France)
- RAMa : régiment d'artillerie de marine
- RAMQ : Régie de l'assurance maladie du Québec
- RATM : Rage Against The Machine (Groupe de Rock Fusion)
- RATP : Régie autonome des transports parisiens
- RBKC : (en)Royal Borough of Kensington and Chelsea (« Borough royal de Kensington et Chelsea »)
- RBOC : Regional Bell Operating Company
- RCEA : Route Centre-Europe Atlantique
- RCGB : Rugby Club Gien-Briare
- RCPG : Récepteurs couplés aux protéines G
- RCTV : Radio Caracas Televisión, une chaîne de télévision vénézuélienne
- REEI : Régime enregistré d'épargne invalidité
- RÉEL : Réseau école et laïcité
- REER : Régime enregistré d'épargne-retraite
- REMA 
  - entre autres : Réunion des mutuelles d'assurances régionales
- REMI
- REQM : Racine de l'erreur quadratique moyenne, aussi appelée racine de l'écart quadratique moyen
- RERS : Réseau d'échanges réciproques de savoirs
- RESF : Réseau éducation sans frontière
- RFEA  :
  - Real Federación Española de Atletismo (Fédération royale espagnole d'athlétisme)
  - Revue française d'éthique appliquée
- RFID : Radio Frequency Identification (étiquettes « intelligentes »)
- RGBA : Red, Green, Blue, Alpha
- RGIS : Retail Grocery Inventory Specialist
- RGPP : Révision générale des politiques publiques
- RHCP : Red Hot Chili Peppers
- RIAO : Recherche d'information assistée par ordinateur
- RIAS
- RIDA : Relevé d’information décision action (outil de gestion de projet)
- RILH : Roller in line hockey
- RILM : Répertoire international de littérature musicale
- RIMa : régiment d'infanterie de marine
- RIMM : Rambus inline memory modules
- RISC : Reduced Instruction Set Computer
- RMBS : Residential mortgage-backed security
- RMSD : root-mean-square deviation, terme anglais pour racine de l'écart quadratique moyen (REQM)
- RMSE : root-mean-square error, terme anglais pour racine de l'erreur quadratique moyenne (REQM)
- RNAS :
  - Royal Naval Air Service, nom de l'aéronavale britannique entre juillet 1914 et mars 1918
  - Royal Naval Air Station, base aérienne de la marine britannique
- RNCP : Répertoire national des certifications professionnelles (en France)
- RNIL : Route nationale d'intérêt local (en France)
- RNIS : Réseau numérique à intégration de services
- RNVP : Restructuration, Normalisation, Validation Postale
- ROAM  : Réunion des Organismes d'Assurance Mutuelle
- ROIP : Réseau ouvert d'initiative publique
- ROME : Répertoire opérationnel des métiers et des emplois
- RPVA : Réseau privé virtuel des avocats
- RRIF : Registered Retirement Income Fund (en français, Fonds enregistré de revenu de retraite)
- RRPE : Régime de Retraite du Personnel d'Encadrement
- RSAC : Registre spécial des agents commerciaux
- RSCS : Remote Spooling Communications Subsystem
- RSFS : République socialiste fédérative soviétique (de Russie)
- RSHA : Reichssicherheitshauptamt, organisme de répression sous le régime nazi
- RSSB : Rail Safety and Standards Board (en)
- RSVP :
  - René Simard vous présente, une émission télévisée de Télé-Métropole (Québec)
  - « Répondez, s'il vous plaît », sur les cartons d'invitation
  - Resource Reservation Protocol, un protocole réseau
  - « Retournez, s'il vous plaît », sur les documents imprimés recto-verso
- RTBF : Radio-Télévision belge de la Communauté française
- RTCG : Radio Televizija Crne Gore, compagnie nationale de radiotélédiffusion du Monténégro
- RTCU : résidus de traitement de conversion de l'uranium (déchets nucléaires français)
- RTFM : Read The Fucking Manual, en langage IRC et abrégé du Net = Regarde ton fichu manuel
- RTNM : Réseau téléphonique numérique multiservice
- RTTI : Run-Time Type Information

- Haut – A
- B
- C
- D
- E
- F
- G
- H
- I
- J
- K
- L
- M
- N
- O
- P
- Q
- R
- S
- T
- U
- V
- W
- X
- Y
- Z

## S
- S3IC : Système d'Information de l'Inspection des Installations Classées ; S3IC (ou SIIIC) est un logiciel professionnel de gestion des installations classées pour la protection de l'environnement
- SAAB : Svenska Aeroplan Aktie Bolaget
- SAAF : South African Air Force, aviation sud-africaine
- SAAQ : Société de l'assurance automobile du Québec
- SACD : Super Audio Compact Disc ; Société des auteurs et compositeurs dramatiques
- SADC : Communauté de développement de l'Afrique australe
- SADT : Structured Analysis and Design Technique
- SAIC
- SAIO : Service Académique d’Information et d’Orientation, en France
- SALS : Service de l’aviation légère et sportive (DGAC)
- SAMA  :
  - Saudi Arabian Monetary Agency, l'autorité monétaire de l'Arabie saoudite ;
  - South African Music Awards, les récompenses musicales décernées tous les ans en Afrique du Sud.
- SAMU : Service d'aide médicale urgente
- SARA  :
  - SARA, un ancien constructeur automobile français des années 1920
  - Security Auditor's Research Assistant, un outil d'analyse réseau et sécurité de l'Advanced Research Corporation
  - Simulateur avancé pour la recherche automobile, un projet français de grand simulateur automobile dans les années 1990
  - Sites amoureux des routes et autoroutes, une base de données sur les routes et autoroutes
  - Société anonyme de la raffinerie des Antilles, une raffinerie basée en Martinique.
  - Société d'aménagement de la région d'Angers, un organisme d'urbanisme de la ville d'Angers.
- SARL : Société à responsabilité limitée
- SART : Search And Rescue Transponder
- SASB : Sustainability Accounting Standards Board, une organisation à but non lucratif développant des normes comptables de durabilité
- SASP : Société anonyme sportive professionnelle
- SATA : Serial ATA
- SATB : Soprano, alto, ténor, basse (pour indiquer qu'une partition est écrite à quatre voix mixtes)
- SAUJ : Service d'accès unique du justiciable
- SAVS : Service d’accompagnement à la vie sociale
- SCAC : Service de coopération et d'action culturelle d'une Ambassade de France
- SCAM : Société civile des auteurs multimédia
- SCEA : Société Civile d'Exploitation agricole
- SCEP :
  - Simple Certificate Enrollment Protocol (« protocole simple d'enregistrement de certificat »)
  - Société cairote d’élevage de poulets, société imaginaire mentionnée dans le film OSS 117 : Le Caire, nid d'espions
- SCIC
- SCIM : Smart Common Input Method
- SCMF : Syndicat de la construction métallique de France
- SCOR :
  - Scientific Committee on Oceanic Research (« Comité scientifique des recherches océaniques »)
  - Supply-chain operations reference (en), un modèle d'opérations de la chaîne logistique
- SCOT : Schéma de cohérence territoriale
- SCPC :
  - Service central de prévention de la corruption
  - Société canadienne de philosophie continentale
- SCPI : Société civile de placement immobilier
- SCRA  :
  - Skating Club de la région audomaroise
  - SC Rheindorf Altach
- SCRS : Service canadien du renseignement de sécurité
- SCSI  : Small Computer Systems Interface
- SDCC : Small Device C Compiler
- SDEI : Société de distribution d'eau intercommunale, filiale de la Lyonnaise des eaux
- SDGE : Société de distribution gaz et eaux, filiale de la Lyonnaise des eaux en Franche-Comté
- SDIO : Secure Digital I/O
- SDIS  :
  - Service de défense incendie et secours (Suisse)
  - Service départemental d'incendie et de secours (France)
- SDLC  : Synchronous Data Link Control
- SDPC : State Development Planning Commission
- SDPJ : Sous-direction de la Police judiciaire (Gendarmerie nationale française)
- SDPS : Syndrome de dépérissement post sevrage
- SDSI
- SEAC
- SEAL : Sea, Air and Land
- SEAS : Société d'études en archéologie subaquatique
- SEAT : Sociedad Española de Automóviles de Turismo
- SEBC : Système européen de banques centrales
- SELV : Safety Extra Low Voltage ou Très Basse Tension de Sécurité (TBTS)
- SEOO : Sauf erreur ou omission
- SEPA : Single Euro Payments Area
- SERD : Société des études romantiques et dix-neuviémistes
- SESA  :
  - Société d'études scientifiques de l'Aude
  - Syndicat des entreprises de sûreté aéroportuaire
- SFAP : Société française d'accompagnement et de soins palliatifs
- SFHS  :
  - Société française d'héraldique et de sigillographie
  - Société française d'histoire du sport
- SFIO : Section française de l'Internationale ouvrière
- SFMC :
  - Société des forces motrices du Châtelot
  - Société française de minéralogie et de cristallographie
  - Société française des microtechniques et de chronométrie
- SGAM : Société Générale Asset Management
- SGBD : Système de gestion de base de données (équivalent francophone de DBMS)
- SGDF : Scouts et Guides de France
- SGDG : Sans garantie du gouvernement (en matière de brevets d'invention)
- SGHS : Spéléo groupe des Hauts-de-Seine
- SGIB : Site de grand intérêt biologique, en Belgique
- SGML : Standard Generalized Markup Language
- SGMP : Simple Gateway Monitoring Protocol
- SGPE : Secrétariat général à la Planification écologique
- SHDM : Société d'habitation et de développement de Montréal
- SIAC : Système informatique d'aide à la conduite
- SIAD : Système d'information (ou interactif) d'aide à la décision
- SIAE :
  - Salon international de l'aéronautique et de l'espace de Paris-Le Bourget
- SIAO
- SIDA : Syndrome d'immunodéficience acquise
- SIFE : Student In Free Enterprise
- SIGB : Système intégré de gestion de bibliothèque
- SIGF :
  - Société des internes de génétique de France
  - Syndicat interprofessionnel des fromages à pâte pressée cuite
  - Système d'information de gestion financière
- SIMC : Société internationale pour la musique contemporaine
- SIMM : Single In-line Memory Module
- SIPC : Securities Investor Protection Corporation (États-Unis), l'organisme chargé de protéger les intérêts des investisseurs clients de sociétés de courtage
- SIPP : Simple Internet Protocol Plus
- SIRP : Syndicat intercommunal de regroupement pédagogique
- SISA : Société interprofessionnelle de soins ambulatoires, Sea Invest Shipping Agency, Sony Interactive Studios America : ancien nom de 989 Studios
- SITS : Société internationale de transfusion sanguine
- SIVU : Syndicat intercommunal à vocation unique
- SKIP : Simple Key-Management for Internet Protocols
- SLAR : Sideways-Looking Airbone radar, radar embarqué à visée latéral en anglais
- SLEP : Service Life Extension Programme, programme de mise à jour en cours de carrière en anglais
- SLOC : Sea lines of communication, (lignes de communication maritimes)
- SLSI :  Super Large Scale Integration
- SMAC : Scène de musiques actuelles
- SMCP 
  - en particulier : Standard Marine Communication Phrases (Expressions standard de communication marine)
- SMED : Single minute exchange of die
- SMIC : Salaire minimum interprofessionnel de croissance
- SMIG : Salaire minimum interprofessionnel garanti
- SMMI : Salésiennes missionnaires de Marie Immaculée
- SMNV : Standard Marine Navigational Vocabulary (Vocabulaire normalisé de la navigation maritime), ancienne version des SMCP (Standard Marine Communication Phrases)
- SMPP : Short Message Peer to Peer
- SMPR : Service médico-psychologique régional unité de psychiatrie pour les détenus
- SMTP : Simple Mail Transfer Protocol
- SMUH :
  - Secrétariat des missions d'urbanisme et d'habitat[14]
  - Service médical d'urgence par hélicoptère[15]
- SMUR : Service mobile d'urgence et de réanimation
- SNBC : Stratégie nationale bas carbone
- SNCB : Société nationale des chemins de fer belges (Belgique)
- SNCF : Société nationale des chemins de fer français (France)
- SNCM : Société nationale Corse-Méditerranée
- SNCP : Syndicat national des caoutchoucs et des polymères (France)
- SNCV : Société nationale des chemins de fer vicinaux (Belgique)
- SNDS
- SNEE  : statut national d'étudiant-entrepreneur, en France
- SNEP  :
  - Syndicat national de l'édition phonographique
  - Syndicat national de l'éducation physique
  - Syndicat national des écoles publiques, syndicat d'enseignants du premier degré, intégré dans la FAEN
- SNES :
  - Station nationale d'essais de semences, un groupe de laboratoires dépendant du GEVES ;
  - Super Nintendo Entertainment System, une console de jeux vidéo ;
  - Syndicat national des enseignements de second degré, un syndicat français de l'enseignement ;
  - Syndicat national des entreprises de sécurité privée, un syndicat d'entreprises français ;
- SNHF : Société nationale d'horticulture de France
- SNHP : Syndrome nerveux des hautes pressions
- SNIM :
  - Syndicat national des ingénieurs marocains, un syndicat professionnel marocain
  - Société nationale industrielle et minière, une entreprise minière mauritanienne
- SNLE : Sous-marin nucléaire lanceur d'engins
- SNMP : Simple Network Management Protocol
- SNOP : Syndicat national des officiers de police (France)
- SNSM : Société nationale de sauvetage en Mer
- SOAD : System of a Down (Groupe de Metal alternatif)
- SOAP : Simple Object Access Protocol
- Soho  :
  - SOHO : Small Office/Home Office
  - SOHO : Solar and Heliospheric Observatory
- SOPA  : Stop Online Piracy Act
- SOPK : Syndrome des ovaires polykistiques
- SOTU : Société des transports urbains (Côte d'Ivoire)
- SPAD : société d'aéronautique
- SPAN : Switched Port Analyzer ou Space Physics Advanced Network
- SPHP : Service de protection des hautes personnalités
- SPIE
- SPOT : Système probatoire d’observation de la Terre
- SPQR : Senatus populusque romanus (« Le sénat et le peuple romain »)
- SPRO : service public régional d’orientation, en France
- SPUC : Stade Pessacais Union Club
- SQDC: Société québécoise du cannabis
- SQBB pour Saint-Quentin Basket-ball.
- SRAM : Static Random Access Memory
- SRBA : Société royale belge d'astronomie
- SRFC : Stade rennais football club, un club de football français
- SRPI : Système de reconnaissance de plaques d’immatriculation
- SSAP : Source Service Access Point
- SSAS  :
  - Ship Security Alert System - Système d'alerte de sûreté du navire
  - SQL Server Analysis Services système de gestion de données multidimensionnelles.
- SSBM :
  - Société de secours aux blessés militaires créée en 1864, ancêtre de la Croix-Rouge française.
  - SSBM, Société des semences de base de maïs (SSBM), SARL créée en 1960, devenue FRASEMA.
  - Super Smash Bros. Melee : un jeu de combat sorti sur GameCube en 2001 et 2002.
- SSCR : Services des Secours de la Croix-Rouge de Belgique.
- SSDF : Svenska schackdatorföreningen (Association suédoise des échecs sur ordinateur).
- SSII : Société de service et d’ingénierie en informatique.
- SSIM : Structural SIMilarity.
- SSPI :
  - Salle de surveillance post-interventionnelle
  - Security Support Provider Interface
- SSPT : Syndrome de stress post-traumatique
- SSRN : Social Science Research Network, site web de publications scientifiques
- SSSM : Service de santé et de secours médicalisé
- STAé : Service technique aéronautique (Ministère de l'Air français)
- STAR Société tunisienne d'assurances et de Réassurances
- STAV :
  - Baccalauréat sciences et technologies de l'agronomie et du vivant (France)
  - Service de transports de l'agglomération de Villefranche-sur-Saône (France)
- STCA : Short Term Conflict Alert. C'est une alerte pour le contrôle aérien. Short-term_conflict_alert (en). Voir page Gestion de la sécurité aérienne.
- STCW : Convention on Standards of Training, Certification and Watchkeeping for Seafarers
- STFU : Shut The Fuck Up
- STIB : Société des transports intercommunaux de Bruxelles
- STID : Statistique et traitement informatique des données
- STIF : Syndicat régional des transports d'Île-de-France (France), ancien nom d'Île-de-France Mobilités.
- STOL : Short Take off and Landing (Avion à décollage et atterrissage courts)
- SUMC : Simultaneous use of multiple condoms
- SVCD : Super Video CD
- SVGA : Super Video Graphics Array
- SWAT : Special Weapons And Tactics
- SWOT : Strengths, Weaknesses, Opportunities, Threats (forces, faiblesses, opportunités, menaces)

- Haut – A
- B
- C
- D
- E
- F
- G
- H
- I
- J
- K
- L
- M
- N
- O
- P
- Q
- R
- S
- T
- U
- V
- W
- X
- Y
- Z

## T
- TAAF : Terres australes et antarctiques françaises
- TAEG : Taux Actuariel Effectif Global
- TALC : « Tarte à la crème », selon la « Rubrique-à-brac » de Gotlib
- TAPI : Telephony Application Programming Interface
- TASS : Tribunal des affaires de Sécurité sociale
- TAWS : Terrain Warning Awareness Systems, système d'alerte de proximité sol
- TBTF : Too big to fail
- TBTS :
  - Très Basse Tension de Sécurité
- TCAO : Travail collaboratif assisté par ordinateur
- TCAS :
  - Traffic Collision Avoidance Systems, système d'alerte de trafic et d'évitement de collision
  - Tribunal cantonal des assurances sociales du canton de Genève, en Suisse
- TCEC : Top Chess Engine Championship (« Tournoi d'échecs entre ordinateurs »)
- TCFD : Task Force on Climate Related Financial Disclosures, groupe de travail du G20 proposant des normes de diffusion d'informations financières relatives aux actions en faveur du climat des entreprises.
- TDCC : Two Door Cinema Club, groupe de rock indé
- TDPS : Titicaca-Desaguadero-Poopó-Salar de Coipasa, un système hydrologique communicant (Amérique du Sud)
- TECR : Test d'endurance cardio-respiratoire, aussi appelé « test Luc Léger »
- TESS :
  - Test d'Enseignement Secondaire Supérieur en Belgique
  - Transiting Exoplanet Survey Satellite (« Satellite de relevé des exoplanètes en transit »), un télescope spatial
- TEVA : Tutmonda Esperantista Vegetarana Asocio (« Association végétarienne espérantiste mondiale »)
- TFUE : Traité sur le fonctionnement de l'Union européenne
- TFTP : Trivial File Transfer Protocol
- TGIF : Thank God/Goodness It's Friday
- TIFF :
  - Tagged Image File Format
  - Festival international du film de Toronto
- TIME : Top Industrial Managers for Europe
- TIPE : Travail d'initiative personnelle encadré
- TIPP : Taxe intérieure sur les produits pétroliers
- TLFi : Trésor de la langue française informatisé
- TMap : Test Management approach, méthode et modèle de test propriété du groupe Capgemini
- TOAC : Toulouse Olympique Aérospatiale Club
- TPDS : Compagnie des tramways de Paris et du département de la Seine (1887-1921)
- TPFE : Travail personnel de fin d'étude (équivalent de Travail de fin d'étude )
- TPTB : The powers that be, expression anglaise.
- TRIP : Territoires et réseaux d’initiative publique
- TSAF : Troubles du Spectre de l'alcoolisation fœtale
- TSMA :
  - Terminale Sciences Mathématiques Appliquées (Maroc)
  - Techniques et Services en Matériels Agricoles (France)
- TSPT : Trouble de stress post-traumatique
- TSVP : Tournez s'il vous plaît
- TTIP : Transatlantic Trade and Investment Partnership
- TVSB : Trail Verbier Saint-Bernard
- TWIC : The Week in Chess
- TZNR : Territoires Zéro Non-Recours, expérimentation menée en France à partir de 2023 pour limiter le non-recours aux prestations sociales (voir loi 3DS)

- Haut – A
- B
- C
- D
- E
- F
- G
- H
- I
- J
- K
- L
- M
- N
- O
- P
- Q
- R
- S
- T
- U
- V
- W
- X
- Y
- Z

## U
- UACP : Union des Audax Clubs parisiens ou Union des Audax cyclistes parisien, devient, le 1er janvier 1956, l'Union des Audax français.
- UAHB : Université Amadou Hampaté Bâ de Dakar
- UBCM : Union Basket Chartres Métropole
- UCAD :
  - Union centrale des arts décoratifs (France)
  - Université Cheikh-Anta-Diop (Sénégal)
- UCFF : Union de la coopération forestière française
- UCJG : Union Chrétienne de Jeunes Gens
- UCLA : University of California, Los Angeles (Université de Californie à Los Angeles)
- UCPA : Union nationale des centres sportifs de plein air
- UCSA : Unités de consultation et de soins ambulatoires
- UCTE : Union pour la coordination du transport de l'électricité
- UDDM : Université Dan Dicko Dankoulodo de Maradi
- UdeM : Université de Montréal
- UDPS : Union pour la démocratie et le progrès social
- UDSR : Union démocratique et socialiste de la Résistance
- UEFA : Union of European Football Associations
- UEJF : Union des Étudiants Juifs de France
- UESL : Union d'économie sociale pour le logement
- UGAP : Union des groupements d'achats publics
- UGGI : Union géodésique et géophysique internationale
- UGTA : Union générale des travailleurs algériens
- UHAV : Base aérienne de Savasleïka
- UHCD : Unité d'hospitalisation de courte durée
- UHSA : Unité hospitalière spécialement aménagée
- UHSI : Unité hospitalière sécurisée interrégionale
- UICN : Union internationale pour la conservation de la nature
- UIFN : Universal International Freephone Service
- UIGB : Université Internationale de Grand-Bassam
- UIMM : Union des industries et métiers de la métallurgie
- UINL : Union internationale du notariat latin
- UISG :
  - Union internationale des sciences géologiques
  - Union internationale des supérieures générales
- ULBU : Université Lumière de Bujumbura
- ULFA : Front de libération de l'Assam (Inde)
- ULIS : Unité localisée pour l'inclusion scolaire
- ULSI : Ultra Large Scale Integration
- UMAP : Unidades Militares de Ayuda a la Producción (unités militaires d'aide à la production), camps de travail à Cuba
- UNAC : Union des navigants de l'aviation civile
- UNAF : Union Nationale des Arbitres Français
- UNEF :
  - Union nationale des étudiants de France
  - United Nations Emergency Force
- UNIL : Université de Lausanne
- UNIS :
  - Université du Sahel
  - Université du Svalbard
- UNIT : Université Numérique Ingénierie et Technologie
- UNLV : University of Nevada, Las Vegas (Université du Nevada à Las Vegas)
- UNPO : Unrepresented Nations and Peoples Organisation
- UNSA  :
  - Union nationale des syndicats autonomes
- UNSS : Union Nationale du Sport Scolaire
- UOIF : Union des organisations islamiques de France
- UPAE : Union postale des Amériques et de l'Espagne
- UPEC : Université Paris-Est-Créteil-Val-de-Marne
- UPJV : Université de Picardie Jules Verne
- UPMC : Université Pierre et Marie Curie, Paris VI
- UPnP : Universal Plug and Play
- UQAC : Université du Québec à Chicoutimi, un des dix établissements qui forment le réseau de l'Université du Québec
- UQAM : Université du Québec à Montréal, un des dix établissements qui forment le réseau de l'Université du Québec
- UQAR : Université du Québec à Rimouski, un des dix établissements qui forment le réseau de l'Université du Québec
- UQAT : Université du Québec en Abitibi-Témiscamingue, un des dix établissements qui forment le réseau de l'Université du Québec
- UQTR : Université du Québec à Trois-Rivières, un des dix établissements qui forment le réseau de l'Université du Québec
- URCA :
  - Université de Reims Champagne-Ardenne
  - Union pour le renouveau africain
- URSS : Union des républiques socialistes soviétiques
- USAF : United States Air Force
- USAM :
  - Union suisse des arts et métiers
  - Union sportive des anciens du Mont Duplan Nîmes Gard
- USAP  : Union sportive arlequins perpignanais
- USCF : United States Chess Federation
- USGA : United States Golf Association
- USIC : Unité de soins intensifs de cardiologie
- USMC : United States Marine Corps, Corps des Marines des États-Unis
- USNO : U.S. Naval Observatory
- USPU : Ural State Pedagogical University ; en russe : Уральский государственный педагогический университет (УрГПУ)
- USSF  :
  - Fédération des États-Unis de soccer (sigle anglais de United States Soccer Federation)
  - United States Space Force
- USTA  :
  - Fédération de tennis des États-Unis (sigle anglais de United States Tennis Association)
  - Union syndicale des travailleurs algériens
  - Université des Sciences et de Technologie d'Ati
  - Université Saint Thomas d'Aquin
- USTB : Université des Sciences et Technologies du Bénin
- USTL : Université des sciences et techniques de Lille
- USTM : Université des Sciences et Techniques de Masuku
- UTBM : Université de technologie de Belfort-Montbéliard
- UTMB :
  - Ultra-Trail du Mont-Blanc
  - University of Texas Medical Branch
- UTCF : Utilisation des terres, leurs changements et la forêt
- UUID : Universally Unique Identifier
- UVCE : Unconfined Vapour Cloud Explosion

- Haut – A
- B
- C
- D
- E
- F
- G
- H
- I
- J
- K
- L
- M
- N
- O
- P
- Q
- R
- S
- T
- U
- V
- W
- X
- Y
- Z

## V
- VABF : Vérification d’aptitude au bon fonctionnement
- VAFC : Valenciennes Anzin Football Club
- VATE :  Valeur agronomique, technologique et environnementale
- VCAC : Vélo Club d'Arcueil-Cachan
- VDRE : Vitamin D Response Element
- VDSL : Very high bit rate DSL (Digital Subscriber Line)
- VE44 : Code OACI des aéroports pour la Base aérienne d'Hasimara.
- VEBR : Code OACI des aéroports pour la Base aérienne de Barrackpore.
- VEDX : Code OACI des aéroports pour la Base aérienne de Kalaikunda.
- VEFA : Vente en l'état futur d'achèvement, en droit français
- VESA : Video Electronics Standards Association
- VIAM : Code OACI des aéroports pour Base aérienne d'Ambala
- VIJO : Code OACI des aéroports pour l'Aéroport de Jodhpur.
- VISA : Visa International Service Association
- VLAN : Virtual Local Area Network
- VLCG : Véhicule liaison chef de groupe[16]
- VLSI : Very Large Scale Integration
- VLSM : Variable Length Subnet Mask
- VOBR : code OACI des aéroports pour l'Aérodrome de Bidar
- VOST : Version originale sous-titrée
- VOSX : code OACI des aéroports pour la base aérienne de Sulur
- VOYK : code OACI des aéroports pour la base aérienne de Yelahanka
- VPPB : Vertige paroxystique positionnel bénin
- VRAM : Video Random Access Memory
- VRML : Virtual Reality Markup Language
- VRRP : Virtual Router Redundancy Protocol
- VSAB : véhicule de secours aux asphyxiés et aux blessés (maintenant VSAV)
- VSAV : véhicule de secours et d'assistance aux victimes
- VSNA : Volontaire du service national actif
- VSOP
- VSOT : Virement spécifique orienté trésorerie (virement interbancaire transitant par le SIT)
- VSTI : Virtual Studio Technology Instrument
- VTOL : Vertical Take Off and Landing (avion à décollage et atterrissage verticaux)

- Haut – A
- B
- C
- D
- E
- F
- G
- H
- I
- J
- K
- L
- M
- N
- O
- P
- Q
- R
- S
- T
- U
- V
- W
- X
- Y
- Z

## W
- WADA : Agence mondiale antidopage (World Anti-Doping Agency)
- WAEC : West African Examinations Council
- WAIS : Wide Area Information Servers, Wechsler Adult Intelligence Scale
- WAJM : radio américaine
- WAKO :
  - Waffenstillstandskommission, Commission allemande d'armistice (après celui du 22 juin 1940)
  - World Association of KickBoxing Organizations (Association mondiale des organisations de kickboxing)
- WAMP : Windows, Apache, MySQL, PHP (ou PERL ou Python)
- WAMR : code OACI de l’aéroport Leo Wattimena
- WAOK : radio américaine
- WAVV : radio américaine
- WCCC : World Computer Chess Championship (Championnat du monde d'échecs des ordinateurs)
- WECA : Wireless Ethernet Compatibility Alliance
- WEEE : Waste of Electrical and Electronic Equipment, appellation anglaise de la DEEE
- WDIG : Walt Disney Internet Group
- WIFI : Wireless Fidelity
- WIKF : Wado International Karate-Do Federation
- WIMP :
  - Weakly Interacting Massive Particles (« particules massives interagissant faiblement »)
  - Windows, Icons, Menus and Pointing device (« fenêtres, icônes, menus et souris »)
- WINE : Wine Is Not Emulator
- WMRA : World Mountain Running Association
- WORM : Write Once Read Many
- WOSA : Windows Open Services Architecture
- WSBC : World Savings Banks Institute
- WSDL : Web Service Description Language
- WSSF : World Series Squash Finals

- Haut – A
- B
- C
- D
- E
- F
- G
- H
- I
- J
- K
- L
- M
- N
- O
- P
- Q
- R
- S
- T
- U
- V
- W
- X
- Y
- Z

## X
- XBIZ : X Business : XBIZ et XBIZ Award
- XBRL : eXtensible Business Reporting Language
- XDMF : eXtensible Data Model and Format
- XMCD : X-ray Magnetic Circular Dichroism (« Dichroïsme circulaire magnétique de rayons X »)
- XMPP : eXtensible Messaging and Presence Protocol
- XSLT : eXtended Stylesheet Language Transformations

- Haut – A
- B
- C
- D
- E
- F
- G
- H
- I
- J
- K
- L
- M
- N
- O
- P
- Q
- R
- S
- T
- U
- V
- W
- X
- Y
- Z

## Y
- YHWH : Le nom de Dieu dans la bible
- YMCA : Young Men's Christian Association (UCJG dans les pays francophones)
- YOLO : You Only Live Once (« On ne vit qu'une fois »)
- YWCA : Young Women's Christian Association

- Haut – A
- B
- C
- D
- E
- F
- G
- H
- I
- J
- K
- L
- M
- N
- O
- P
- Q
- R
- S
- T
- U
- V
- W
- X
- Y
- Z

## Z
- ZAPA :
  - ZAPA, une société française de prêt-à-porter
  - Zéboulon Agence Photo Aquitaine, une agence photographique spécialisée sur le sud-ouest de la France
  - Zone d'actions prioritaires pour l'air, une disposition de la loi Grenelle II pour réduire la pollution routière de l'air en zone urbaine
- ZESN : Zimbabwe Election Support Network
- ZEWO : Service suisse chargé de contrôler les organisations d’utilité publique collectant des dons
- ZHAW : Haute école des sciences appliquées de Zurich (en allemand Zürcher Hochschule für Angewandte Wissenschaften)
- ZICO : Zone importante pour la conservation des oiseaux
- ZLSD : Združena lista socialnih demokratov

- Haut – A
- B
- C
- D
- E
- F
- G
- H
- I
- J
- K
- L
- M
- N
- O
- P
- Q
- R
- S
- T
- U
- V
- W
- X
- Y
- Z